# Albi de L'Eternauta
Elenco degli albi de L'Eternauta, rivista antologica di fumetti edita dalla Edizione Produzione Cartoon (EPC) e poi dalla Comic Art. A partire dal numero 149 divenne L'Eternauta presenta, serie di albi monografici dedicati a singoli personaggi.
| Indice 1980 1982 1983 1984 1985 1986 1987 1988 1989 1990 1991 1992 1993 1994 1995 1996 1997 1998 1999 2000 |

## 1980
| Nr. | Data pubblicazione | Copertina    |
| --- | ------------------ | ------------ |
| 0 | Ottobre 1980       | Juan Zanotto |
| - Charlie Moon di Horacio Altuna, Carlos Trillo (14 pagine) - Tusk di Domingo Roberto Mandrafina, Guillermo Saccomanno (14 pagine) - L'Eternauta di Oswal, Francisco Solano López, Mario Morhain, Carlos Meglia, Alberto Ongaro (10 pagine) - Gli occhi e la mente di Carlos Trillo, Alberto Breccia (12 pagine) - Honeycomb - L'ultimo alieno di Fernando Fernandez (8 pagine) - Amargo di Victor De La Fuente (10 pagine) - L'idolo di Juan Zanotto (4 pagine) - Gli eroi sono stanchi di Domingo Roberto Mandrafina, Carlos Trillo (6 pagine) - Viejo di O. Halbert, Arturo Del Castillo (12 pagine) - El buen Dios di Enrique Breccia, Carlos Trillo (7 pagine) - La trappola di Gustavo Trigo (5 pagine) - Uscita di sicurezza di Horacio Altuna, Carlos Trillo (5 pagine) |                    |              |

## 1982
| Nr. | Data pubblicazione | Copertina          |
| --- | ------------------ | ------------------ |
| 1 | Marzo 1982         | Vicente Segrelles  |
| - Il Mercenario (prima parte) di Vicente Segrelles (7 pagine) - Auguri per John di Roberto Regalado (2 pagine) - La giovinezza di Corto Maltese (prima parte) di Hugo Pratt (7 pagine) - Quasi alla fine del mondo (prima parte) di Enrique Breccia, A.Z. Minor, Tonino Valerii (8 pagine) - Il Mago di Domingo Roberto Mandrafina, Carlos Trillo (6 pagine) - Gli occhi e la mente di Alberto Breccia, Carlos Trillo (12 pagine) - Inverno di Arturo Del Castillo, Guillermo Saccomanno (8 pagine) - Shitychesky (prima parte) di Horacio Altuna, Carlos Trillo (7 pagine) - Storie di un futuro imperfetto: Pioggia di Alfonso Font (8 pagine) - Frank Cappa: Vittime ed eroi (prima parte) di Manfred Sommer (7 pagine) - L'Eternauta (prima parte) di Francisco Solano López, Oswal, Carlos Meglia, Mario Morhain, Alberto Ongaro (8 pagine) - Zora e gli ibernauti (prima parte) di Fernando Fernandez (8 pagine) |                    |                    |
| 2 | Aprile 1982        | Hugo Pratt         |
| - La giovinezza di Corto Maltese (seconda parte) di Hugo Pratt (8 pagine) - Il Mercenario (seconda parte) di Vicente Segrelles (8 pagine) - Quasi alla fine del mondo (seconda parte) di Enrique Breccia, A.Z. Minor, Tonino Valerii (8 pagine) - Storie di un futuro imperfetto: Tanatos 1 torna a casa di Alfonso Font (5 pagine) - Uomo di medicina di Paolo Eleuteri Serpieri (11 pagine) - Gli occhi e la mente di Alberto Breccia, Carlos Trillo (12 pagine) - Shitychesky (seconda parte) di Horacio Altuna, Carlos Trillo (7 pagine) - Il viaggio pi lungo di Juan Zanotto, Guillermo Saccomanno (8 pagine) - Frank cappa: inviato speciale di Manfred Sommer (6 pagine) - L'Eternauta (seconda parte) di Francisco Solano López, Oswal, Mario Morhain, Carlos Meglia, Alberto Ongaro (8 pagine) - Zora e gli ibernauti (seconda parte) di Fernando Fernandez (8 pagine) - Gli astronauti di Crist (1 pagina) |                    |                    |
| 3 | Maggio 1982        | Vicente Segrelles  |
| - Coco: Hobby di Giuseppe Coco (1 pagina) - Shitychesky (terza parte) di Horacio Altuna, Carlos Trillo (10 pagine) - L'ultimo orso di Carlos Roume, Guillermo Saccomanno (10 pagine) - Frank Cappa: Memorie di un inviato speciale (terza parte) di Manfred Sommer (7 pagine) - Il Mercenario (terza parte) di Vicente Segrelles (8 pagine) - La giovinezza di Corto Maltese (terza parte) di Hugo Pratt (8 pagine) - L'Eternauta (terza parte) di Francisco Solano López, Mario Morhain, Oswal, Carlos Meglia, Alberto Ongaro (8 pagine) - Zora e gli ibernauti (terza parte) di Fernando Fernandez (8 pagine) - La mela di Domingo Roberto Mandrafina, Carlos Trillo (6 pagine) - Storie di un futuro imperfetto: La grande impresa di Alfonso Font (4 pagine) - Avventura al ristorante (1 pagina) - Quasi alla fine del mondo (terza parte) di Enrique Breccia, A.Z. Minor, Tonino Valerii (8 pagine) - Luna di cartapesta di Gustavo Trigo, Guillermo Saccomanno (8 pagine) - New York New York di Roberto Fontanarrosa (1 pagina)                              |                    |                    |
| 4 | Giugno 1982        | Fernando Fernandez |
| - La pagina di Coco di Giuseppe Coco (1 pagina) - Frank Cappa: Memorie di un inviato speciale (quarta parte) di Manfred Sommer (16 pagine) - Shitychesky (quarta parte) di Horacio Altuna, Carlos Trillo (8 pagine) - La giovinezza di Corto Maltese (quarta parte) di Hugo Pratt (8 pagine) - Il Mercenario (quarta parte) di Vicente Segrelles (8 pagine) - L'Eternauta (quarta parte) di Francisco Solano López, Oswal, Mario Morhain, Carlos Meglia, Alberto Ongaro (8 pagine) - Zora e gli ibernauti (quarta parte) di Fernando Fernandez (8 pagine) - Pena di morte di Gustavo Trigo, Carlos Trillo (8 pagine) - Il giardino di Ricardo Barreiro (5 pagine) - Gli occhi della mente di Alberto Breccia, Carlos Trillo (12 pagine) - Storie di un futuro imperfetto: Stock di Alfonso Font (4 pagine) - La famiglia tipo di Roberto Fontanarrosa (1 pagina) |                    |                    |
| 5 | Luglio 1982        | Fernando Fernandez |
| - Cronache del dopobomba di Bonvi (2 pagine) - Shitychesky di Horacio Altuna, Carlos Trillo (8 pagine) - Frank cappa: memorie di un inviato speciale di Manfred Sommer (9 pagine) - Quasi alla fine del mondo (quarta parte) di Enrique Breccia, A.Z. Minor, Tonino Valerii (8 pagine) - Zora e gli ibernauti (quinta parte) di Fernando Fernandez (8 pagine) - Il Mercenario (quinta parte) di Vicente Segrelles (8 pagine) - L'Eternauta (quinta parte) di Francisco Solano López, Oswal, Mario Morhain, Carlos Meglia, Alberto Ongaro (8 pagine) - La giovinezza di Corto Maltese (quinta parte) di Hugo Pratt (8 pagine) - Gli occhi e la mente di Alberto Breccia, Carlos Trillo (12 pagine) - La trappola di Antoni Gil-Bao, Alberto Ongaro (12 pagine) - Storie di un futuro imperfetto: Effetto serra di Alfonso Font (4 pagine) |                    |                    |
| 6 | Agosto 1982        | Gustavo Trigo      |
| - Coco di Giuseppe Coco (1 pagina) - Alce Bianco di Arturo Del Castillo, Carlos Trillo (8 pagine) - Storie di un futuro imperfetto: La caccia di Alfonso Font (10 pagine) - Quasi alla fine del mondo (quinta parte) di Enrique Breccia, A.Z. Minor, Tonino Valerii (8 pagine) - Il Mercenario (sesta parte) di Vicente Segrelles (8 pagine) - Zora e gli ibernauti (sesta parte) di Fernando Fernandez (8 pagine) - L'Eternauta (sesta parte) di Francisco Solano López, Oswal, Mario Morhain, Carlos Meglia, Alberto Ongaro (8 pagine) - La giovinezza di Corto Maltese (sesta parte) di Hugo Pratt (8 pagine) - Morte del pianeta blu di Gustavo Trigo, A.Z. Minor (6 pagine) - La foto di Domingo Roberto Mandrafina, Carlos Trillo (6 pagine) - Frank Cappa: Memorie di un inviato speciale di Manfred Sommer (14 pagine) - Shitychesky di Horacio Altuna, Carlos Trillo (6 pagine) - Malcom Taylor di Roberto Fontanarrosa (1 pagina) |                    |                    |
| 7 | Settembre 1982     | Hugo Pratt         |
| - La pagina di Coco di Giuseppe Coco (1 pagina) - Il collezionista: Un calumet di pietra rossa (prima parte) di Sergio Toppi (19 pagine) - Gli esibizionisti di Crist (1 pagina) - Uno strano verdetto per Roy Ely di Carlos Gimenez, E. Balcarce (10 pagine) - Il Mercenario: La formula (prima parte) di Vicente Segrelles (8 pagine) - Corto Maltese: La giovinezza di Corto maltese (settima parte) di Hugo Pratt (8 pagine) - Zora e gli ibernauti (settima parte) di Fernando Fernandez (8 pagine) - L'Eternauta (settima parte) di Francisco Solano López, Oswal, Mario Morhain, Carlos Meglia, Alberto Ongaro (8 pagine) - Torpedo 1936 di Alex Toth, Enrique Sanchez Abuli (8 pagine) - Nei paesi di laggi:Di fronte ad una cascata del Penabang, nelle Filippine di Gustavo Trigo, Gianpiero Comolli (4 pagine) - Quasi alla fine del mondo (sesta ed ultima parte) di Enrique Breccia, Tonino Valerii, A.Z. Minor (8 pagine) - I conquistatori di Alvaro Martinez (12 pagine) - Boogie l'oleoso: Servilo ancora, Ernie di Roberto Fontanarrosa (1 pagina) |                    |                    |
| 8 | Ottobre 1982       | Vicente Segrelles  |
| - La pagina di Coco di Giuseppe Coco (1 pagina) - Mossa di pedone di Manfred Sommer (8 pagine) - Il collezionista: Un calumet di pietra rossa (seconda parte) di Sergio Toppi (14 pagine) - El buen Dios (prima parte) di Enrique Breccia, Carlos Trillo (7 pagine) - Il mercenario: La formula (seconda parte) di Vicente Segrelles (8 pagine) - La giovinezza di Corto Maltese (ottava parte) di Hugo Pratt (8 pagine) - Zora e gli ibernauti (ottava parte) di Fernando Fernandez (8 pagine) - L'Eternauta (ottava parte) di Francisco Solano López, Oswal, Mario Morhain, Carlos Meglia, Alberto Ongaro (8 pagine) - Carico misterioso nel ventre del Narciso di Lucho Olivera, Guillermo Saccomanno (12 pagine) - Cronache del dopobomba di Bonvi (3 pagine) - Storie di un futuro imperfetto: Paradiso di Alfonso Font (4 pagine) - Torpedo 1936 di Alex Toth, Enrique Sanchez Abuli (8 pagine) - Una sola anitra selvatica di Roberto Fontanarrosa (1 pagina) - Lo scherzo di Horacio Altuna, Carlos Trillo (1 pagina)                                        |                    |                    |
| 9 | Novembre 1982      | Juan Gimenez       |
| - La pagina di Coco di Giuseppe Coco (1 pagina) - Frank Cappa memorie di un inviato speciale: Jangada di Manfred Sommer (14 pagine) - Il collezionista: Un calumet di pietra rossa (terza parte) di Sergio Toppi (15 pagine) - Corto Maltese: La giovinezza di Corto Maltese (nona parte) di Hugo Pratt (3 pagine) - Espresso urgente di Juan Ballesta (1 pagina) - La stella nera (prima parte) di Juan Gimenez, Ricardo Barreiro (12 pagine) - Zora e gli ibernauti (nona parte) di Fernando Fernandez (8 pagine) - Il mercenario: La formula (terza parte) di Vicente Segrelles (8 pagine) - El buen Dios (seconda parte) di Enrique Breccia, Carlos Trillo (9 pagine) - L'Eternauta (nona parte) di Francisco Solano López, Oswal, Mario Morhain, Carlos Meglia, Alberto Ongaro (8 pagine) - Torpedo 1936: Il tallone di Attila di Jordi Bernet Cussò, Enrique Sanchez Abuli (8 pagine) - Boogie l'oleoso: Cosa avevo detto di Roberto Fontanarrosa (1 pagina)                                                                                                   |                    |                    |
| 10 | Dicembre 1982      | Vicente Segrelles  |
| - La pagina di Coco di Giuseppe Coco (1 pagina) - Dopo il grande splendore: L'ultimo intervallo di Horacio Altuna, Carlos Trillo (10 pagine) - Rosso Stenton: Shangai (prima parte) di Attilio Micheluzzi (12 pagine) - La porta di Domingo Roberto Mandrafina, Carlos Trillo (6 pagine) - La stella nera (seconda parte) di Juan Gimenez, Ricardo Barreiro (16 pagine) - Zora e gli ibernauti (decima parte) di Fernando Fernandez (8 pagine) - Il mercenario: La formula (quarta parte) di Vicente Segrelles (8 pagine) - Storie di un futuro imperfetto: Ultimo minuto di Alfonso Font (6 pagine) - El buen Dios (terza parte) di Enrique Breccia, Carlos Trillo (8 pagine) - L'Eternauta (decima parte) di Francisco Solano López, Oswal, Mario Morhain, Carlos Meglia, Alberto Ongaro (8 pagine) - Torpedo 1936: C'era una volta un traditore di Jordi Bernet Cussò, Enrique Sanchez Abuli (8 pagine) - Una sola anitra selvatica di Roberto Fontanarrosa (1 pagina)                                                                                            |                    |                    |

## 1983
| Nr. | Data pubblicazione | Copertina          |
| --- | ------------------ | ------------------ |
| 11 | Gennaio 1983       | ?                  |
| - La pagina di Coco di Giuseppe Coco (1 pagina) - Dopo il grande splendore: Il re della città di Horacio Altuna, Carlos Trillo (8 pagine) - Il tradimento della signora Formasier di Gustavo Trigo, Alberto Ongaro (3 pagine) - L'Eternauta (undicesima parte) di Francisco Solano López, Oswal, Mario Morhain, Carlos Meglia, Alberto Ongaro (6 pagine) - 2047 estate nello spazio di Benito Jacovitti, Stefano Benni (4 pagine) - Città di notte di Domingo Roberto Mandrafina, Alberto Ongaro (8 pagine) - La stella nera (terza parte) di Juan Gimenez, Ricardo Barreiro (16 pagine) - Zora e gli ibernauti (undicesima parte) di Fernando Fernandez (8 pagine) - Il mercenario: La formula (quinta parte) di Vicente Segrelles (8 pagine) - Tre domande a Dio di Ernesto Melo, Ricardo Barreiro (12 pagine) - Rosso Stenton: Shangai (seconda parte) di Attilio Micheluzzi (10 pagine) - Torpedo 1936 di Jordi Bernet Cussò, Enrique Sanchez Abuli (10 pagine) - All'ora indicata di Roberto Fontanarrosa (1 pagina) |                    |                    |
| 12 | Febbraio 1983      | Richard Corben     |
| - La pagina di Coco di Giuseppe Coco (1 pagina) - Rosso Stenton: Shangai (terza parte) di Attilio Micheluzzi (11 pagine) - 2047 estate nello spazio (seconda parte) di Benito Jacovitti, Stefano Benni (4 pagine) - Città di notte: Un uomo un cane di Gustavo Trigo, Alberto Ongaro (12 pagine) - La stella nera (quarta parte) di Juan Gimenez, Ricardo Barreiro (4 pagine) - Zora e gli ibernauti (dodicesima e ultima parte) di Fernando Fernandez (8 pagine) - Frank Cappa memorie di un inviato speciale: Carnaval di Manfred Sommer (8 pagine) - Cronache galattiche: I nomadi del tempo di Carlos Meglia, Roberto Regalado (2 pagine) - Il mercenario: La formula (sesta ed ultima parte) di Vicente Segrelles (6 pagine) - Ultimo viaggio a Delos di Massimo Rotundo, Maria Teresa Contini (4 pagine) - L'Eternauta (dodicesima parte) di Francisco Solano López, Oswal, Mario Morhain, Carlos Meglia, Alberto Ongaro (8 pagine) - Il pompiere di Domingo Roberto Mandrafina, Carlos Trillo (6 pagine) - Storie di un futuro imperfetto: Codice di volo di Alfonso Font (10 pagine) - Torpedo 1936: Dumbo di Jordi Bernet Cussò, Enrique Sanchez Abuli (8 pagine) - Boogie l'oleoso: Sorvegliato speciale di Roberto Fontanarrosa (1 pagina)                                         |                    |                    |
| 13 | Marzo 1983         | Vicente Segrelles  |
| - La pagina di Coco di Giuseppe Coco (1 pagina) - Dopo il grande splendore: Il re Art di Horacio Altuna, Carlos Trillo (8 pagine) - Quaderno a fumetti: Il testo e l'immagine di Oreste Del Buono (2 pagine) - 2047 estate nello spazio (terza parte) di Benito Jacovitti, Stefano Benni (3 pagine) - Il postino di Domingo Roberto Mandrafina, Carlos Trillo (6 pagine) - Rosso Stenton: Shangai (quarta e ultima parte) di Attilio Micheluzzi (15 pagine) - Dracula (prima parte) di Fernando Fernandez (8 pagine) - 3 luglio 1992 di Vicente Segrelles (8 pagine) - Mandala della vendetta di Carlos Meglia, Alfredo Grassi (8 pagine) - Paradosso temporale: Bricolage di Juan Gimenez (8 pagine) - Il debito di Enrique Breccia, Guillermo Saccomanno (12 pagine) - L'Eternauta (tredicesima parte) di Francisco Solano López, Oswal, Mario Morhain, Carlos Meglia, Alberto Ongaro (7 pagine) - Torpedo 1936: Lo scambiazzo di Jordi Bernet Cussò, Enrique Sanchez Abuli (8 pagine) - L'efficacia delle armi chimiche di Roberto Fontanarrosa (1 pagina) - Boogie - L'oleoso di Roberto Fontanarrosa (1 pagina) - Mitico west: Penateka Comanches di Paolo Eleuteri Serpieri (1 pagina)                                                                                                  |                    |                    |
| 14 | Aprile 1983        | Jordy Penalva      |
| - La pagina di Coco di Giuseppe Coco (1 pagina) - Calata all'inferno di Arturo Del Castillo, Alfredo Grassi (8 pagine) - La ballerina di Domingo Roberto Mandrafina, Carlos Trillo (6 pagine) - Evaristo: Melodramma di uno spareggio di Francisco Solano López, Carlos Sampayo (15 pagine) - Jeremy Brood di Richard Corben, Jan Strnad (8 pagine) - L'uomo in azzurro di Alberto Breccia, Carlos Trillo (6 pagine) - Cronache galattiche: Il nemico da eliminare di Roberto Regalado (2 pagine) - Dracula (seconda parte) di Fernando Fernandez (8 pagine) - Paradosso temporale: Express di Juan Gimenez (8 pagine) - L'albero sacro di Alberto Ongaro (8 pagine) - Carnet di viaggio: Vietnam di Gustavo Trigo, Alberto Farina (3 pagine) - 2047 Estate nello spazio (quarta ed ultima parte) di Benito Jacovitti, Stefano Benni (4 pagine) - L'Eternauta (quattordicesima parte) di Francisco Solano López, Oswal, Mario Morhain, Carlos Meglia, Alberto Ongaro (8 pagine) - Grande Cuisine di Horacio Altuna, Carlos Trillo (1 pagina) - Torpedo 1936: Che tempi quelli di Jordi Bernet Cussò, Enrique Sanchez Abuli (8 pagine) - Tutto l'orrore di Roberto Fontanarrosa (1 pagina) - Mitico West: Lo scout e il capo Siux-Lakota di Paolo Eleuteri Serpieri (1 pagina)                 |                    |                    |
| 15 | Maggio 1983        | Richard Corben     |
| - La pagina di Coco di Giuseppe Coco (1 pagina) - Frank Cappa memorie di un inviato speciale: La caccia di Manfred Sommer (18 pagine) - L'amico dell'uomo invisibile di Gustavo Trigo, Kit Reed (3 pagine) - Dopo il grande splendore: Lettera degli adulti di Horacio Altuna, Carlos Trillo (8 pagine) - Il mercenario: Le prove (prima parte) di Vicente Segrelles (8 pagine) - Dracula (terza parte) di Fernando Fernandez (8 pagine) - L'uomo in azzurro (seconda parte) di Alberto Breccia, Carlos Trillo (6 pagine) - Jeremy Brood (seconda parte) di Richard Corben, Jan Strnad (10 pagine) - Il collezionista: L'obelisco della terra di Punt (prima parte) di Sergio Toppi (7 pagine) - L'Eternauta (quindicesima parte) di Francisco Solano López, Oswal, Mario Morhain, Carlos Meglia, Alberto Ongaro (8 pagine) - Città di notte - Il ladro di Gustavo Trigo, Alberto Ongaro (12 pagine) - Chiodo scaccia chiodo di Victor De La Fuente, Christian Godard (5 pagine) - Torpedo 1936: Il giallo e il nero di Jordi Bernet Cussò, Enrique Sanchez Abuli (8 pagine) - Boogie "l'oleoso": Un frigo usato di Roberto Fontanarrosa (1 pagina) - Mitico west: L'ultima pallottola di Paolo Eleuteri Serpieri (1 pagina)                                                                  |                    |                    |
| 16 | Giugno 1983        | Gustavo Trigo      |
| - Città di notte: L'uomo giusto di Gustavo Trigo, Alberto Ongaro (10 pagine) - Una storia speziale di Enio Legisamon Enio, Antonio Tettamanti (3 pagine) - Il collezionista: L'obelisco della terra di Punt (seconda parte) di Sergio Toppi (8 pagine) - Moran di Oswal, Angel Lito Fernandez, Ray Collins (8 pagine) - Il mercenario: Le prove di Vicente Segrelles (4 pagine) - Dracula di Fernando Fernandez (8 pagine) - Jeremy Brood di Richard Corben, Jan Strnad (6 pagine) - Paradosso temporale: Entropia di Juan Gimenez (8 pagine) - L'esca di Juan Zanotto (4 pagine) - Evaristo: Il famoso caso Lubitsch di Francisco Solano López, Carlos Sampayo (15 pagine) - L'Eternauta (sedicesima parte) di Francisco Solano López, Oswal, Mario Morhain, Carlos Meglia, Alberto Ongaro (5 pagine) - Premio al merito di Horacio Altuna, Carlos Trillo (1 pagina) - Torpedo 1936: I bum bum brothers di Jordi Bernet Cussò, Enrique Sanchez Abuli (10 pagine) - Qualcuno l'avr visto a Beirut di Roberto Fontanarrosa (1 pagina) - Mitico west di Paolo Eleuteri Serpieri (1 pagina) |                    |                    |
| 17 | Luglio 1983        | Jordy Penalva      |
| - La pagina di Coco di Giuseppe Coco (1 pagina) - Dopo il grande splendore: La star di Horacio Altuna, Carlos Trillo (8 pagine) - L'Eternauta (diciassettesima parte) di Francisco Solano López, Oswal, Mario Morhain, Carlos Meglia, Alberto Ongaro (10 pagine) - Un affare di stato di Dario Trama, Attilio Veraldi (5 pagine) - L'incubo di Lucho Olivera, Ricardo Barreiro (5 pagine) - Il mercenario: Le prove di Vicente Segrelles (4 pagine) - Dracula di Fernando Fernandez (4 pagine) - Jeremy Brood di Richard Corben, Jan Strnad (8 pagine) - Paradosso temporale: Tridisex di Juan Gimenez (8 pagine) - Un vecchio, un pescecane un amore di Enrique Breccia, Guillermo Saccomanno (8 pagine) - Il collezionista: L'obelisco della terra di Punt (terza parte) di Sergio Toppi (6 pagine) - Gli occhi e la mente: La vera magia di Alberto Breccia, Carlos Trillo (14 pagine) - Storie di un futuro imperfetto: L'assedio di Alfonso Font (6 pagine) - Il suicida di Domingo Roberto Mandrafina, Carlos Trillo (6 pagine) - Torpedo 1936: Quel burlone di Babbo Natale di Jordi Bernet Cussò, Enrique Sanchez Abuli (8 pagine) - Chi ha ucciso Tony Frangiz a Ehdzn? di Roberto Fontanarrosa (1 pagina) - Mitico west: Il canto della morte di Paolo Eleuteri Serpieri (1 pagina) |                    |                    |
| 18 | Settembre 1983     | Jordy Penalva      |
| - Il collezionista: L'obelisco della terra di Punt (quarta parte) di Sergio Toppi - Dopo il grande splendore: Il mostro di Horacio Altuna, Carlos Trillo - Segreti intimi di Gustavo Trigo, James P. Hogan - L'Eternauta (diciottesima parte) di Francisco Solano López, Oswal, Mario Morhain, Carlos Meglia, Alberto Ongaro (10 pagine) - Paradosso temporale: Cronologia di Juan Gimenez - Dracula di Fernando Fernandez - L'esame di M.J. Miralles, Carlos Trillo - Jeremy Brood di Richard Corben, Jan Strnad - Il mercenario di Vicente Segrelles - Frank cappa memorie di un inviato speciale: Welcome di Manfred Sommer - Il segugio: I crumiri di Domingo Roberto Mandrafina, Carlos Trillo - Il sapore della rivincita di Arturo Del Castillo, Guillermo Saccomanno - Storie di un futuro imperfetto: Il pulitore di Alfonso Font - Torpedo 1936: Il negro che ci lasci...in bianco di Jordi Bernet Cussò, Enrique Sanchez Abuli (10 pagine) - Cammina svelto e sputa lontano di Roberto Fontanarrosa (1 pagina) - Mitico west: Geronimo 1880 di Paolo Eleuteri Serpieri (1 pagina) |                    |                    |
| 19 | Ottobre 1983       | Fernando Fernandez |
| - Safari di Giuseppe Coco (1 pagina) - Dopo il grande splendore: La città affamata di Horacio Altuna, Carlos Trillo (8 pagine) - Frank Cappa memorie di un inviato speciale: Welcome (seconda parte) di Manfred Sommer (9 pagine) - Chips di Carlos Roume, Ray Collins (8 pagine) - Dracula (settima parte) di Fernando Fernandez (8 pagine) - Il Mercenario: Le prove (quinta parte) di Vicente Segrelles (8 pagine) - Paradosso temporale di Juan Gimenez (8 pagine) - Jeremy Brood (sesta parte) di Richard Corben, Jan Strnad (7 pagine) - Sollecitare l'intervento della polizia di Gustavo Trigo, A.Z. Minor (1 pagina) - Il collezionista: L'obelisco della terra di Punt (quinta parte) di Sergio Toppi (10 pagine) - L'Eternauta (diciannovesima parte) di Francisco Solano López, Oswal, Mario Morhain, Carlos Meglia, Alberto Ongaro (12 pagine) - Torpedo: Flash-Back di Jordi Bernet Cussò, Enrique Sanchez Abuli (10 pagine) - Sonia, non insistere di Roberto Fontanarrosa (1 pagina) - Mitico west di Paolo Eleuteri Serpieri (1 pagina) |                    |                    |
| 20 | Novembre 1983      | Jordy Penalva      |
| - Segnaletica (1 pagina) - Il collezionista: L'obelisco della terra di Punt (sesta e ultima parte) di Sergio Toppi (9 pagine) - L'Eternauta (ventesima parte) di Francisco Solano López, Oswal, Mario Morhain, Carlos Meglia, Alberto Ongaro (10 pagine) - Storie di un futuro imperfetto: Valentino di Alfonso Font (4 pagine) - Invasione: Il racconto di mr. Smith di J Oliveira, Ricardo Barreiro (8 pagine) - Il Mercenario: Le prove di Vicente Segrelles (4 pagine) - Ultimo atto di Carlos Gimenez (4 pagine) - Dracula di Fernando Fernandez (8 pagine) - Jeremy Brood di Richard Corben, Jan Strnad (8 pagine) - Evaristo: Operazione Hermann di Francisco Solano López, Carlos Sampayo (16 pagine) - Torpedo: Notte di terrore di Jordi Bernet Cussò, Enrique Sanchez Abuli (8 pagine) - Dopo il grande splendore: Se riesci a sorridere... di Horacio Altuna, Carlos Trillo (8 pagine) - Fatelo da soli di Roberto Fontanarrosa (1 pagina) - Mitico west: Wid Bill Hickok di Paolo Eleuteri Serpieri (1 pagina) - Alla ricerca del fumetto perduto di Jean Giraud, Oreste Del Buono - Abbasso gli spinaci di Gustavo Trigo, Stan Dryer |                    |                    |
| 21 | Dicembre 1983      | Jordi Bernet Cussò |
| - Pic nic (1 pagina) - Prigioniero delle stelle di Alfonso Font (12 pagine) - Domeniche ruggenti di Horacio Altuna, Carlos Trillo (1 pagina) - L'Eternauta (ventunesima parte) di Francisco Solano López, Oswal, Mario Morhain, Carlos Meglia, Alberto Ongaro (12 pagine) - Se non vi piace questo pianeta, ne abbiamo uno pronto per voi di Alfonso Azpiri (8 pagine) - Il Mercenario: Le prove di Vicente Segrelles (6 pagine) - Dracula di Fernando Fernandez (8 pagine) - Il cacciatore di Juan Zanotto, E. Balcarce (2 pagine) - Jeremy Brood di Richard Corben, Jan Strnad (8 pagine) - Rosso Stenton: Avventura in Manciuria (prima parte) di Attilio Micheluzzi (11 pagine) - Il segugio: Sempre le stesse cose di Domingo Roberto Mandrafina, Carlos Trillo (5 pagine) - Dopo il grande splendore: La città morta di Horacio Altuna, Carlos Trillo (8 pagine) - Torpedo: Tic-Tac di Jordi Bernet Cussò, Enrique Sanchez Abuli (8 pagine) - Missili a media gittata di Roberto Fontanarrosa (1 pagina) - Mitico west di Paolo Eleuteri Serpieri (1 pagina) - Miranapoli e poi muori di Gianni E Lucy, Attilio Veraldi |                    |                    |

## 1984
| Nr. | Data pubblicazione | Copertina          |
| --- | ------------------ | ------------------ |
| 22 | Gennaio 1984       | Richard Corben     |
| - La pagina di Coco di Giuseppe Coco (1 pagina) - Città di notte: Un autobus per Los Angeles di Gustavo Trigo, Alberto Ongaro (10 pagine) - Prigioniero delle stelle (seconda parte) di Alfonso Font (8 pagine) - Rex ed io di Richard Corben (8 pagine) - La bestia di Paolo Eleuteri Serpieri (6 pagine) - Il mercenario: Le prove di Vicente Segrelles (4 pagine) - Dracula di Fernando Fernandez (8 pagine) - Tutto programmato di Horacio Altuna (4 pagine) - Spedizione 019 di Alfonso Azpiri (8 pagine) - L'assassino di Juan Zanotto, E. Balcarce (2 pagine) - Rosso Stenton: Avventura in Manciuria (seconda parte) di Attilio Micheluzzi (10 pagine) - L'eternauta (ventiduesimo) di Francisco Solano López, Oswal, Mario Morhain, Carlos Meglia, Alberto Ongaro (12 pagine) - Torpedo 1936: Suonala ancora Sam! di Alex Toth, Enrique Sanchez Abuli (10 pagine) - Le cose da farsi di Roberto Fontanarrosa (1 pagina) - Mitico west: Cherokee di Paolo Eleuteri Serpieri (1 pagina) |                    |                    |
| 23 | Febbraio 1984      | Royo               |
| - L'idraulico di Giuseppe Coco (1 pagina) - Dopo il grande splendore: Un uomo di Horacio Altuna, Carlos Trillo (8 pagine) - Prigioniero delle stelle (terza parte) di Alfonso Font (8 pagine) - Il segugio: Il cantante di frock (terzo episodio) di Domingo Roberto Mandrafina, Carlos Trillo (5 pagine) - Contagio di Richard Corben, Bruce Jones (8 pagine) - New York, anno zero: ritirata strategica (prima parte) di Juan Zanotto, Ricardo Barreiro (8 pagine) - Dracula di Fernando Fernandez (8 pagine) - Non rivolgetevi mai pi al cielo di Alfonso Azpiri (8 pagine) - Unit di espansione di Ernesto Melo, Ricardo Barreiro (8 pagine) - Rosso Stenton: Avventura in Manciuria (terza parte) di Attilio Micheluzzi (9 pagine) - L'eternauta (ventitreesima parte) di Francisco Solano López, Oswal, Mario Morhain, Carlos Meglia, Alberto Ongaro (12 pagine) - Torpedo: Spergiuro di Jordi Bernet Cussò, Enrique Sanchez Abuli (8 pagine) - Il cacciatore di Roberto Fontanarrosa (1 pagina) - Mitico west:Guerrieri Crow di Paolo Eleuteri Serpieri (1 pagina) |                    |                    |
| 24 | Marzo 1984         | Miguel Angel Prado |
| - Legge (1 pagina) - Città di notte di Gustavo Trigo, Alberto Ongaro (8 pagine) - Frammenti della enciclopedia Delfica di Miguel Angel Prado (8 pagine) - L'eternauta (ventiquattresimo) di Francisco Solano López, Oswal, Mario Morhain, Carlos Meglia, Alberto Ongaro (12 pagine) - New York anno zero di Juan Zanotto, Ricardo Barreiro (8 pagine) - Strati sovrapposti di Alfonso Azpiri (8 pagine) - Dracula di Fernando Fernandez (8 pagine) - La principessa addormentata di Carlos Gimenez, Lorenzo Diaz (8 pagine) - Rosso Stenton: Avventura in Manciuria (quarta parte) di Attilio Micheluzzi (9 pagine) - Il segugio: Il suo peggior nemico di Domingo Roberto Mandrafina, Carlos Trillo (5 pagine) - Prigioniero delle stelle di Alfonso Font (8 pagine) - Torpedo: Nella stessa trincea... di Jordi Bernet Cussò, Enrique Sanchez Abuli (8 pagine) - Un rinoceronte di Roberto Fontanarrosa (1 pagina) - Mitico west: Il comanchero di Paolo Eleuteri Serpieri (1 pagina) |                    |                    |
| 25 | Aprile 1984        | Jordy Penalva      |
| - Salto con l'asta (1 pagina) - Gli occhi e la mente: Arles 1888 di Alberto Breccia, Carlos Trillo (12 pagine) - Rosso Stenton: Avventura in Manciuria (quinta ed ultima parte) di Attilio Micheluzzi (9 pagine) - Prigioniero delle stelle di Alfonso Font (8 pagine) - Evaristo di Francisco Solano López, Carlos Sampayo (16 pagine) - Le torri di Bois-Maury di Hermann Huppen (8 pagine) - Roda e il lupo di Richard Corben (8 pagine) - Luce dell'alba di Luis Dominguez, Carlos Meglia, Oswal, Ray Collins (8 pagine) - New York anno zero di Juan Zanotto, Ricardo Barreiro (8 pagine) - La principessa addormentata di Juan Gimenez, Lorenzo Diaz (8 pagine) - L'eternauta (venticinquesima parte) di Francisco Solano López, Oswal, Mario Morhain, Carlos Meglia, Alberto Ongaro (12 pagine) - Il segugio: La gelosia di Fito di Domingo Roberto Mandrafina, Carlos Trillo (5 pagine) - Torpedo: Rascal di Jordi Bernet Cussò, Enrique Sanchez Abuli (8 pagine) - Mitico west: Portatore di casacca di Paolo Eleuteri Serpieri (1 pagina) - Uno studio in tricolore di Daniele Panebarco, Arthur Conan Doyle                                                                                      |                    |                    |
| 26 | Maggio 1984        | Jordy Penalva      |
| - Guerra (1 pagina) - Dopo il grande splendore: Un posto per rimanere di Horacio Altuna, Carlos Trillo (8 pagine) - Frank Cappa memorie di un inviato speciale: Good bye di Manfred Sommer (11 pagine) - L'eternauta (ventiseiesima parte) di Francisco Solano López, Oswal, Mario Morhain, Carlos Meglia, Alberto Ongaro (12 pagine) - New York anno zero di Juan Zanotto, Ricardo Barreiro (4 pagine) - Pilgor: Sogni di un magico pianeta di Richard Corben, William F. Nolan (5 pagine) - Uomini e mosche di Arturo Del Castillo, Guillermo Saccomanno (8 pagine) - La trappola di Fernando Fernandez (3 pagine) - Le torri di Bois-Maury di Hermann Huppen (8 pagine) - Lo scrigno di Fernando Fernandez (4 pagine) - All'ombra delle aquile di Giacinto Gaudenzi, Maria Teresa Contini (10 pagine) - Prigioniero delle stelle: La fuga di Alfonso Font (8 pagine) - Il collezionista: La lacrima di Timur Leng (prima parte) di Sergio Toppi (9 pagine) - Torpedo: Colpo di grazia di Jordi Bernet Cussò, Enrique Sanchez Abuli (8 pagine) - Mitico west: George A. Custer di Paolo Eleuteri Serpieri (1 pagina)                                                                                      |                    |                    |
| 27 | Giugno 1984        | Gustavo Trigo      |
| - Dal dottore (1 pagina) - Delitto ad Harrogate di Gustavo Trigo, Maria Teresa Contini (5 pagine) - Il Collezionista: La lacrima di Timur Leng (seconda parte) di Sergio Toppi (9 pagine) - L'Eternauta (ventisettesima parte) di Francisco Solano López, Oswal, Mario Morhain, Carlos Meglia, Alberto Ongaro (6 pagine) - Prigioniero delle stelle di Alfonso Font (8 pagine) - Il piccolo mondo di Lewis Stillman di Richard Corben, William F. Nolan (10 pagine) - Le torri di Bois-Maury di Hermann Huppen (10 pagine) - Strip di Maria Rosa Lleyda, Ricardo Barreiro (4 pagine) - New York anno zero di Juan Zanotto, Ricardo Barreiro (8 pagine) - All'ombra delle aquile di Giacinto Gaudenzi, Maria Teresa Contini (8 pagine) - Frank Cappa memorie di un inviato speciale: Good bye di Manfred Sommer (9 pagine) - L'intervista di Guido Buzzelli (7 pagine) - Torpedo: Chi troppo in alto va.. di Jordi Bernet Cussò, Enrique Sanchez Abuli (10 pagine) - Il mitico west di Paolo Eleuteri Serpieri (1 pagina) |                    |                    |
| 28 | Luglio 1984        | Boris Vallejo      |
| - Bomba (1 pagina) - Dopo il grande splendore: L'ultimo desiderio di Horacio Altuna, Carlos Trillo (8 pagine) - Frank Cappa memorie di un inviato speciale: Good Bye di Manfred Sommer (8 pagine) - La confessione di Fernando Fernandez (4 pagine) - L'intervista di Guido Buzzelli (9 pagine) - L'Eternauta (ventottesima parte) di Francisco Solano López, Oswal, Mario Morhain, Carlos Meglia, Alberto Ongaro (6 pagine) - Le fabbriche di Carlos Gimenez, E. Balcarce (8 pagine) - La rovina della casa degli Usher di Richard Corben (8 pagine) - New York anno zero di Juan Zanotto, Ricardo Barreiro (8 pagine) - Le torri di Bois-Maury di Hermann Huppen (8 pagine) - Il collezionista: La lacrima di Timur Leng (terza parte) di Sergio Toppi (11 pagine) - Il segugio: Hamburger al sangue di Domingo Roberto Mandrafina, Carlos Trillo (5 pagine) - Prigioniero delle stelle di Alfonso Font (8 pagine) - Torpedo: Miami bitch di Jordi Bernet Cussò, Enrique Sanchez Abuli (8 pagine) - La scultura bengalese dell'ottavo secolo (1 pagina) - Mitico west: Shawnee di Paolo Eleuteri Serpieri (1 pagina)                                                                                      |                    |                    |
| 29 | Settembre 1984     | Carlos Gimenez     |
| - Storie del west: Sitting Bull Crazy Horse di Paolo Eleuteri Serpieri - Ctt di notte: Qualcosa che non v di Gustavo Trigo, Alberto Ongaro - Prigioniero delle stelle di Alfonso Font - L'Eternauta (ventinovesima parte) di Francisco Solano López, Oswal, Mario Morhain, Carlos Meglia, Alberto Ongaro - La rovina della casa degli Usher di Richard Corben - Timescooter di Carlos Gimenez - New York anno zero di Juan Zanotto, Ricardo Barreiro - Le torri di Bois-Maury: Babette di Hermann Huppen - All'ombra delle aquile: L'atleta di Giacinto Gaudenzi, Maria Teresa Contini - Crazyjak di Benito Jacovitti - Il collezionista: La lacrima di Timur Leng (quarta parte) di Sergio Toppi - Una notte come tante di Guido Buzzelli, A.Z. Minor - Torpedo 1936: La dama delle camelie di Jordi Bernet Cussò, Enrique Sanchez Abuli - Boogie L'oleoso: Tariffa per un Fox-terrier di Roberto Fontanarrosa (1 pagina) - Mitico west: Sorvegliando la mandria di Paolo Eleuteri Serpieri (1 pagina) |                    |                    |
| 30 | Ottobre 1984       | Jordy Penalva      |
| - Coco di Giuseppe Coco (1 pagina) - Resurrezione di Guido Buzzelli, De Stefani (8 pagine) - Il collezionista: La lacrima di Timur Leng (quinta parte) di Sergio Toppi (6 pagine) - Il segugio: Ah l'amore! di Domingo Roberto Mandrafina, Carlos Trillo (5 pagine) - L'eternauta (trentesima parte) di Francisco Solano López, Oswal, Mario Morhain, Carlos Meglia, Alberto Ongaro (6 pagine) - Frank Cappa memorie di un inviato speciale: Potrebbe accadere domani di Manfred Sommer (6 pagine) - La rovina della casa degli Usher di Richard Corben (8 pagine) - Tradizione di morte di Fernando Fernandez - New York anno zero di Juan Zanotto, Ricardo Barreiro - Zetari di John M. Burns, Martin Lodewijk - La bomba di Horacio Altuna - All'ombra delle aquile: La strega di Giacinto Gaudenzi, Maria Teresa Contini - Crazyjak di Benito Jacovitti - Storie del west: Sitting Bull di Paolo Eleuteri Serpieri, Ollivier - Parro falso di Gustavo Trigo - L'ultimo messaggio di Carlos Gimenez - Torpedo 1936: West sad story di Jordi Bernet Cussò, Enrique Sanchez Abuli (8 pagine) - Souvenir di New York (1 pagina) - Mitico west: Assalto alla diligenza di Paolo Eleuteri Serpieri (1 pagina) |                    |                    |
| 31 | Novembre 1984      | Jordy Penalva      |
| - Il collezionista: La lacrima di Timur Leng (sesta ed ultima parte) di Sergio Toppi - Il benvenuto di Miguel Angel Prado - Caleidoscopio di Alberto Breccia, Carlos Trillo - L'Eternauta (trentunesima ed ultima parte) di Francisco Solano López, Oswal, Mario Morhain, Carlos Meglia, Alberto Ongaro - New York anno zero di Juan Zanotto, Ricardo Barreiro - La rovina della casa degli Usher di Richard Corben - Zetari di John M. Burns, Martin Lodewijk - Giocando di Carlos Gimenez - Storie del west: Sitting Bull Crazy Horse di Paolo Eleuteri Serpieri, Ollivier - Il segugio: Due...in uno di Domingo Roberto Mandrafina, Carlos Trillo - Prigioniero delle stelle di Alfonso Font - Il rivale a Japanese love story di Arturo Picca - Nessuno pu capire le donne di Jordi Bernet Cussò, Enrique Sanchez Abuli - Immaginario: L'immortale di Horacio Altuna - La rappresentante di Iowa (1 pagina) - Mitico west di Paolo Eleuteri Serpieri (1 pagina) |                    |                    |
| 32 | Dicembre 1984      | San Julian         |
| - Il segugio: Il trapianto di Domingo Roberto Mandrafina, Carlos Trillo - Storie del west: Tecumseh di Paolo Eleuteri Serpieri - Fotofin immediate di Carlos Gimenez - Evaristo di Francisco Solano López, Carlos Sampayo - Città di notte: Non c' mai stato un cornuto in casa mia di Gustavo Trigo, Alberto Ongaro - Alicia di Rafael Auraleon - La bestia di Richard Corben, John Pocsik - Zetari di John M. Burns, Martin Lodewijk - New York anno zero di Juan Zanotto, Ricardo Barreiro - All'ombra delle aquile: I ricordi di Alex di Giacinto Gaudenzi, Maria Teresa Contini - Caleidoscopio di Alberto Breccia, Carlos Trillo - Crazyjak di Benito Jacovitti - Torpedo 1936: Il padrino di Jordi Bernet Cussò, Enrique Sanchez Abuli - Shitychesky di Horacio Altuna, Carlos Trillo - Al el Bakhar di Roberto Fontanarrosa (1 pagina) - Mitico west: Sachem degli Onondaga, membro del concilio della lega delle 5 nazioni Irochesi nel 1680 di Paolo Eleuteri Serpieri (1 pagina) |                    |                    |

## 1985
| Nr. | Data pubblicazione | Copertina               |
| --- | ------------------ | ----------------------- |
| 33 | Gennaio 1985       | Paolo Eleuteri Serpieri |
| - Perch metti la radio cos forte? di Manfred Sommer, M. Hispano - Evaristo di Francisco Solano López, Carlos Sampayo - Ragnatela di Domingo Roberto Mandrafina, Ricardo Barreiro - Frank Cappa memorie di un inviato speciale: Pescicani in acqua dolce di Manfred Sommer - Zetari di John M. Burns, Martin Lodewijk - New York anno zero di Juan Zanotto, Ricardo Barreiro - Doping di Carlos Gimenez - Colpevole di Rafael Auraleon - Caleidoscopio di Alberto Breccia, Carlos Trillo - Prigioniero delle stelle di Alfonso Font - Storie del west di Paolo Eleuteri Serpieri - Immaginario: Andata e ritorno di Horacio Altuna - Che cosa incredibile la memoria di Roberto Fontanarrosa (1 pagina) |                    |                         |
| 34 | Febbraio 1985      | Richard Corben          |
| - Ogre II di Richard Corben - Storie del west: tecumseh di Paolo Eleuteri Serpieri, Ollivier - Morte nella gran via di Carlos Gimenez - Il cacciatore del tempo di Enrique Breccia, E. D. Marquez - Blueberry: L'ultima carta di Jean Giraud, Jean-Michel Charlier - New York anno zero di Juan Zanotto, Ricardo Barreiro - Frank Cappa memorie di un inviato speciale: Pescicani d'acqua dolce di Manfred Sommer - Zetari di John M. Burns, Martin Lodewijk - Slot-machine: Gente sola di Horacio Altuna, Carlos Trillo - Metro-cargo di Domingo Roberto Mandrafina, Enrique Breccia - Prigioniero delle stelle di Alfonso Font - Big red spider: Sterminateli di Dario Trama, Italo Fasan - H77 di Arturo Picca - Immaginario: Love story di Horacio Altuna - Domicilio privato di Roberto Fontanarrosa (1 pagina) |                    |                         |
| 35 | Marzo 1985         | ?                       |
| - La multa di Horacio Altuna (8 pagine) - Historia barbara di Gerry A. Embleton (4 pagine) - Il cacciatore del tempo/2 di Alberto Breccia, E. D. Marquez (8 pagine) - Metro-cargo di Domingo Roberto Mandrafina, Enrique Breccia (8 pagine) - New York anno zero di Juan Zanotto, Ricardo Barreiro (8 pagine) - Zetari di John M. Burns, Martin Lodewijk (4 pagine) - L'ultima carta di Jean Giraud, Jean-Michel Charlier (6 pagine) - Pilgor di Richard Corben, Simon Revelstroke (6 pagine) - Slot-machine di Horacio Altuna, Carlos Trillo (8 pagine) - Delitto in vaticano di Gustavo Trigo, Maria Teresa Contini (10 pagine) - Caleidoscopio di Alberto Breccia, Carlos Trillo (8 pagine) - Arena di Miguel Angel Prado (8 pagine) - Torpedo: Quattrini a palate (prima parte) di Jordi Bernet Cussò, Enrique Sanchez Abuli (8 pagine) - Polli (1 pagina) - Un pazzo senza dubbio di Roberto Fontanarrosa (1 pagina) |                    |                         |
| 36 | Aprile 1985        | Karel Thole             |
| - Guerra psicologica (1 pagina) - Tradimento di Leopold Sanchez, Antonio Segura (6 pagine) - All'ombra delle aquile di Giacinto Gaudenzi, Maria Teresa Contini (8 pagine) - Metro cargo di Domingo Roberto Mandrafina, Enrique Breccia (8 pagine) - Il cacciatore del tempo di Enrique Breccia, E. D. Marquez (8 pagine) - Le torri di Bois-Maury di Hermann Huppen (6 pagine) - Pilgor di Richard Corben, Simon Revelstroke (10 pagine) - L'ultima carta di Jean Giraud, Jean-Michel Charlier (8 pagine) - Slot Machine di Horacio Altuna, Carlos Trillo (8 pagine) - Quando c' l'amore di Gustavo Trigo, Alberto Ongaro (10 pagine) - Caleidoscopio di Alberto Breccia, Carlos Trillo (8 pagine) - Storie del far west di Paolo Eleuteri Serpieri, Ollivier (6 pagine) - Torpedo: Quattrini a palate (seconda parte) di Jordi Bernet Cussò, Enrique Sanchez Abuli (8 pagine) - Gli scoiattoli di Connect-place di Roberto Fontanarrosa (1 pagina)                                                                               |                    |                         |
| 37 | Giugno 1985        | Carlos Gimenez          |
| - Aratro (1 pagina) - Storie del far west di Paolo Eleuteri Serpieri (14 pagine) - Evaristo di Francisco Solano López, Carlos Sampayo (8 pagine) - Caleidoscopio di Alberto Breccia, Carlos Trillo (8 pagine) - Il mercenario di Vicente Segrelles (4 pagine) - L'ultima carta di Jean Giraud, Jean-Michel Charlier (6 pagine) - Special Force di Horacio Altuna (8 pagine) - Le torri di Bois-Maury di Hermann Huppen (6 pagine) - Pilgor di Richard Corben, Simon Revelstroke (8 pagine) - Somoza & Gomorra di Manfred Sommer (9 pagine) - Uccidete Einstein di J Oliveira, Alfredo Grassi (8 pagine) - Il Visionario di Enrique Breccia (8 pagine) - Torpedo: Quattrini a palate (terza parte) di Jordi Bernet Cussò, Enrique Sanchez Abuli (8 pagine) - Una serra di pomodori e carote (1 pagina) - Iguana di Sicomoro (1 pagina) |                    |                         |
| 38 | Luglio 1985        | Richard Corben          |
| - L'ultima cena (1 pagina) - Storie di un futuro imperfetto: L'ultimo nemico di Alfonso Font (6 pagine) - Il visionario di Enrique Breccia (8 pagine) - Evaristo: Terrore in città di Francisco Solano López, Carlos Sampayo (15 pagine) - Il mercenario di Vicente Segrelles (4 pagine) - L'ultima carta di Jean Giraud, Jean-Michel Charlier (6 pagine) - Pilgor di Richard Corben, Simon Revelstroke (7 pagine) - Le torri di Bois-Maury di Hermann Huppen (6 pagine) - Slot Machine di Horacio Altuna, Carlos Trillo (8 pagine) - Storie del Far West: La danza degli Spiriti di Paolo Eleuteri Serpieri (8 pagine) - Città di notte: Solitudine di Gustavo Trigo, Alberto Ongaro (10 pagine) - Sodoma e Gomorra di Manfred Sommer (9 pagine) - Torpedo: Quattrini a palate (quarta parte) di Jordi Bernet Cussò, Enrique Sanchez Abuli (6 pagine) - La lezione Adolf (1 pagina) - Pile di ricambio di Sicomoro (1 pagina) |                    |                         |
| 39 | Settembre 1985     | Karel Thole             |
| - Incidente (1 pagina) - Haggarth di Victor De La Fuente (6 pagine) - Storie del far west di Paolo Eleuteri Serpieri, Ollivier (6 pagine) - Somora & Gomorra di Manfred Sommer (9 pagine) - Le torri di Bois-Maury di Hermann Huppen (6 pagine) - L'ultima carta di Jean Giraud, Jean-Michel Charlier (7 pagine) - Pilgor di Richard Corben, Simon Revelstroke (7 pagine) - Il Mercenario di Vicente Segrelles (4 pagine) - Slot machine di Horacio Altuna, Carlos Trillo (8 pagine) - Un giallo a Lugano di Gustavo Trigo, Maria Teresa Contini (8 pagine) - Caleidoscopio di Alberto Breccia, Carlos Trillo (8 pagine) - Evaristo: Leggenda di un pistolero ferito di Francisco Solano López, Carlos Sampayo (8 pagine) - Il visionario di Enrique Breccia (8 pagine) - Torpedo: Quattrini a palate (quinta parte) di Jordi Bernet Cussò, Enrique Sanchez Abuli (8 pagine) - In attesa del cervo rosso (1 pagina) |                    |                         |
| 40 | Ottobre 1985       | Lee Bermejo             |
| - La pagina di Coco di Giuseppe Coco (1 pagina) - Haggarth di Victor De La Fuente (8 pagine) - Inseparabili di Alvaro Martinez, E. Balcarce (2 pagine) - Caleidoscopio di Alberto Breccia, Carlos Trillo (7 pagine) - Air Mail di Attilio Micheluzzi (10 pagine) - Blueberry: L'ultima carta di Jean Giraud, Jean-Michel Charlier (7 pagine) - Pilgor di Richard Corben, Simon Revelstroke (6 pagine) - Il Mercenario di Vicente Segrelles (4 pagine) - Le torri di Bois-Maury di Hermann Huppen (7 pagine) - Slot machine di Horacio Altuna, Carlos Trillo (8 pagine) - Suarez - Domenica, triste domenica di Gustavo Trigo, Guillermo Saccomanno (6 pagine) - Somoza y Gomorra di Manfred Sommer (8 pagine) - Storie del far west di Paolo Eleuteri Serpieri, Jean Ollivier (6 pagine) - Evaristo di Francisco Solano López, Carlos Sampayo (8 pagine) - Torpedo: Quattrini a palate (sesta ed ultima parte) di Jordi Bernet Cussò, Enrique Sanchez Abuli (8 pagine) - Una persona riservata di Roberto Fontanarrosa (1 pagina) |                    |                         |
| 41 | Novembre 1985      | Vicente Segrelles       |
| - Esattore (1 pagina) - Storie della taverna galattica: Unita di servizio 3M di Joseph M. Bea (8 pagine) - Air Mail di Attilio Micheluzzi (11 pagine) - L'uccellino di Jordi Bernet Cussò, Enrique Sanchez Abuli (4 pagine) - Terra di Paul Gillon, Jean Claude Forest (8 pagine) - Le torri di Bois-Maury di Hermann Huppen (6 pagine) - Zetari di Martin Lodewijk, John M. Burns (6 pagine) - Pilgor di Richard Corben, Simon Revelstroke (8 pagine) - Slot machine di Horacio Altuna, Carlos Trillo (8 pagine) - Haggarth di Victor De La Fuente (7 pagine) - Somora & Gomorra di Manfred Sommer (14 pagine) - Istambul di Ruben Pellejero, Jorge Zentner (12 pagine) - Non toccare quell'uomo di Roberto Fontanarrosa (1 pagina) - Ben tornato tra noi unicorno di Oreste Del Buono |                    |                         |
| 42 | Dicembre 1985      | Paolo Eleuteri Serpieri |
| - Rifiuti (1 pagina) - Storie della taverna galattica: Il racconto di Toksath di Alfonso Font, Joseph M. Bea (8 pagine) - L'importanza di essere immortali di Arturo Picca (6 pagine) - Air Mail (prima parte) di Attilio Micheluzzi (11 pagine) - Morbus gravis di Paolo Eleuteri Serpieri (10 pagine) - Terra di Paul Gillon, Jean Claude Forest (8 pagine) - Le torri di Bois-Maury di Hermann Huppen (5 pagine) - La notte della scimmia di Richard Corben, Simon Revelstroke (8 pagine) - Caleidoscopio di Alberto Breccia, Carlos Trillo (8 pagine) - Haggarth di Victor De La Fuente (11 pagine) - La statua di Domingo Roberto Mandrafina, Carlos Trillo (6 pagine) - Il morto di Horacio Altuna (8 pagine) - Solo un impiegato di Roberto Fontanarrosa (1 pagina) |                    |                         |

## 1986
| Nr. | Data pubblicazione | Copertina          |
| --- | ------------------ | ------------------ |
| 43 | Gennaio 1986       | Richard Corben     |
| - Il bottone rosso (1 pagina) - Il racconto di Ondrakor di Joseph M. Bea (4 pagine) - Air Mail (seconda parte) di Attilio Micheluzzi (9 pagine) - Ultimo spettacolo di Carlos Nine, Carlos Trillo (2 pagine) - 18 e mezzo di Fernando Fernandez, Carlos Trillo (2 pagine) - Omaggio a Federico Fellini di Benito Jacovitti, Paolo Eleuteri Serpieri, Gustavo Trigo, Alberto Ongaro, Carlos Trillo, Guido Buzzelli, Guillermo Saccomanno (11 pagine) - Changes di Horacio Altuna (8 pagine) - Terra di Paul Gillon, Jean Claude Forest (8 pagine) - Morbus gravis di Paolo Eleuteri Serpieri (8 pagine) - Rifiuti di Carlos Gimenez, Carlos Trillo (8 pagine) - Il ring di Domingo Roberto Mandrafina, Carlos Trillo (6 pagine) - Haggarth di Victor De La Fuente (7 pagine) - Notte d'amore...e di morte di Lee Bermejo, Antonio Segura (10 pagine) - Il vestito giallo di Gustavo Trigo (10 pagine) - Gioco d'azzardo di Ruben Pellejero, Jorge Zentner (10 pagine) - Un uomo profondamente credente di Roberto Fontanarrosa (1 pagina) |                    |                    |
| 44 | Febbraio 1986      | Karel Thole        |
| - Biblioteca (1 pagina) - Il racconto di Kantrax di Joseph M. Bea (8 pagine) - Favore per favore di Gustavo Trigo, Guillermo Saccomanno (8 pagine) - Air Mail (terza parte) di Attilio Micheluzzi (5 pagine) - Dio lo vuole di Alfonso Font (6 pagine) - Morbus gravis di Paolo Eleuteri Serpieri (10 pagine) - Terra di Paul Gillon (6 pagine) - La mummia di Richard Corben (8 pagine) - Changes di Horacio Altuna (8 pagine) - Haggart di Victor De La Fuente (7 pagine) - Bomba a orologeria di Ruben Pellejero, Jorge Zentner (10 pagine) - In nome di La Loggia di Jordi Bernet Cussò, Enrique Sanchez Abuli (8 pagine) - Rifiuti di Carlos Gimenez, Carlos Trillo (8 pagine) - Basta un p di fuoco di Roberto Fontanarrosa (1 pagina) |                    |                    |
| 45 | Marzo 1986         | Carlos Gimenez     |
| - Un corso di ceramica alla Y.M.C.A. di Roberto Fontanarrosa (1 pagina) - Pastori di Horacio Altuna (5 pagine) - Il racconto di Hycrotan di Joseph M. Bea (8 pagine) - Perramus di Alberto Breccia, Juan Sasturain (6 pagine) - Haggarth di Victor De La Fuente (8 pagine) - Morbus gravis di Paolo Eleuteri Serpieri (10 pagine) - Terra di Paul Gillon (8 pagine) - Rifiuti di Carlos Gimenez, Carlos Trillo (8 pagine) - L'angelo della morte di Al Coutelis, Jean-Michel Charlier (6 pagine) - Evaristo: Operetta di Francisco Solano López, Carlos Sampayo (8 pagine) - La voce del maestro di Ruben Pellejero, Jorge Zentner (12 pagine) - Torpedo: Quando ridono le vene di Jordi Bernet Cussò, Enrique Sanchez Abuli (8 pagine) - Changes di Horacio Altuna (8 pagine) - Mandrake the magician di Phil Davis, Lee Falk (1 pagina) |                    |                    |
| 46 | Aprile 1986        | Carlos Gimenez     |
| - Un lavoro da intellettuali di Roberto Fontanarrosa (1 pagina) - Frank Kappa di Manfred Sommer (4 pagine) - Fedele e sottomesso di Horacio Altuna (8 pagine) - La luna di Alberto Breccia, Juan Sasturain (8 pagine) - Morbus gravis di Paolo Eleuteri Serpieri (10 pagine) - Terra di Paul Gillon (8 pagine) - Le torri di Bois-Maury di Hermann Huppen (8 pagine) - L'angelo della morte di Al Coutelis, Jean-Michel Charlier (6 pagine) - Evaristo: Foto di pianista famoso di Francisco Solano López, Carlos Sampayo (8 pagine) - Lo scrigno del potere di Domingo Roberto Mandrafina, Carlos Trillo (8 pagine) - Haggarth di Victor De La Fuente (6 pagine) - Torpedo: Mai rispettare le donne degli altri di Jordi Bernet Cussò, Enrique Sanchez Abuli (10 pagine) - Rifiuti di Carlos Gimenez, Carlos Trillo (8 pagine) - Mandrake the magician di Phil Davis, Lee Falk (1 pagina) - Il bellissimo gioco di Bernardino Zapponi                                                                                                   |                    |                    |
| 47 | Maggio 1986        | Fernando Fernandez |
| - Solo cos (1 pagina) - Il collezionista: Lo scettro di Muiredeagh (prima parte) di Sergio Toppi (11 pagine) - Perramus: La guerra di Alberto Breccia, Juan Sasturain (8 pagine) - Jann Polynesia di Alfonso Font (7 pagine) - Morbus gravis di Paolo Eleuteri Serpieri (10 pagine) - Rifiuti di Carlos Gimenez, Carlos Trillo (8 pagine) - Le torri di Bois-Mauri di Hermann Huppen (8 pagine) - L'angelo della morte di Al Coutelis, Jean-Michel Charlier (6 pagine) - L'ultimo cavaliere di Domingo Roberto Mandrafina, Carlos Trillo (8 pagine) - Il meraviglioso mondo dei comics di Luca Boschi (1 pagina) - Il racconto di Tenyktar di Joseph M. Bea (8 pagine) - Evaristo: Il vendicatore di Francisco Solano López, Carlos Sampayo (8 pagine) - Changes di Horacio Altuna (8 pagine) - Mandrake the magician di Phil Davis, Lee Falk (1 pagina) - Dedicata ai cacciatori di David Brown (1 pagina) - Moriranno di Daniela Piegai                                                                                                |                    |                    |
| 48 | Giugno 1986        | Karel Thole        |
| - Spazzatura (1 pagina) - Evaristo: Zingari di Francisco Solano López, Carlos Sampayo (8 pagine) - Il collezionista: Lo scettro di Muiredeagh (seconda parte) di Sergio Toppi (11 pagine) - Rifiuti di Carlos Gimenez, Carlos Trillo (12 pagine) - L'angelo della morte di Al Coutelis, Jean-Michel Charlier (8 pagine) - Le torri di Bois-Maury di Hermann Huppen (8 pagine) - Morbus gravis di Paolo Eleuteri Serpieri (4 pagine) - Jann Polynesia di Alfonso Font (8 pagine) - Perramus di Alberto Breccia, Juan Sasturain (8 pagine) - Torpedo di Jordi Bernet Cussò, Enrique Sanchez Abuli (10 pagine) - Changes di Horacio Altuna (8 pagine) - Mandrake the magician di Phil Davis, Lee Falk (1 pagina) - Le ragioni dei mostri di Franco Cardini - Tra cinquanta anni di Barry Malzberg |                    |                    |
| 49 | 1986               | San Julian         |
| - Kontak (1 pagina) - Storie della taverna galattica: Il racconto di Okaris di Joseph M. Bea (8 pagine) - Il Collezionista: Lo scettro di Muiredeagh (terza parte) di Sergio Toppi (13 pagine) - Jann Polynesia di Alfonso Font (4 pagine) - Le torri di Bois-Maury di Hermann Huppen (13 pagine) - La battaglia della cupola di Richard Corben (2 pagine) - L'Angelo della morte di Al Coutelis, Jean-Michel Charlier (7 pagine) - Umano di Fernando Gonzales Rubio (4 pagine) - Changes di Horacio Altuna (6 pagine) - L'ultimo cavaliere (spazzole e nobilt) di Domingo Roberto Mandrafina, Carlos Trillo (8 pagine) - Perramus di Alberto Breccia, Juan Sasturain (8 pagine) - Evaristo: Epidemia di Francisco Solano López, Carlos Sampayo (8 pagine) - Mandrake the magician di Phil Davis, Lee Falk (1 pagina) - L'altra riva di Lino Aldani |                    |                    |
| 50 | Settembre 1986     | ?                  |
| 51 | Ottobre 1986       | Jordy Penalva      |
| - Coco di Giuseppe Coco (1 pagina) - Storie della taverna galattica: Il racconto di Wanshott di Joseph M. Bea - Il collezionista: Lo scettro di Muiredeagh (quinta ed ultima parte) di Sergio Toppi - Rosso Stenton di Attilio Micheluzzi - La Siberiana di Victor De La Fuente, Victor Mora - Le avventure di Dieter Lumpen: Il cattivo del cinema di Ruben Pellejero, Jorge Zentner - Dream di Esteban Maroto - L'angelo della morte di Al Coutelis, Jean-Michel Charlier - Rolls Royce di Giovanni Freghieri, Alberto Ongaro - Perramus di Alberto Breccia, Juan Sasturain - Torpedo 1936 di Jordi Bernet Cussò, Enrique Sanchez Abuli (12 pagine) - Mandrake di Phil Davis, Lee Falk (1 pagina) |                    |                    |
| 52 | Novembre 1986      | Royo               |
| - Il soldato di ventura di Enrique Breccia, Alfredo Grassi - Sotto la nave di Gustavo Trigo, Alberto Ongaro - Blueberry: La fine della pista di Jean Giraud, Jean-Michel Charlier - Il critico di Horacio Altuna - Prigioniero delle stelle: Paradiso in mare di Alfonso Font - La Siberiana di Victor De La Fuente, Victor Mora - Rosso Stenton di Attilio Micheluzzi - Margherita di Giovanni Freghieri, Maria Teresa Contini - Evaristo di Francisco Solano López, Carlos Sampayo - Mandrake di Phil Davis, Lee Falk |                    |                    |
| 53 | Dicembre 1986      | Karel Thole        |
| - Lo conosco quel tipo di Roberto Fontanarrosa (1 pagina) - Ernie Pike di Carlos Gimenez, Hector G. Oesterheld (6 pagine) - Sherlock Holmes: Uno scandalo in Boemia di Giorgio Trevisan, Giancarlo Berardi (11 pagine) - Perramus di Alberto Breccia, Juan Sasturain (8 pagine) - Evaristo di Francisco Solano López, Carlos Sampayo (16 pagine) - Le avventure del tenente Blueberry di Jean Giraud, Jean-Michel Charlier (12 pagine) - La Siberiana di Victor De La Fuente, Victor Mora (8 pagine) - Prigioniero delle stelle di Alfonso Font (12 pagine) - Storie della taverna galattica: Il racconto di Blydhan di Joseph M. Bea (8 pagine) - Rosso Stenton di Attilio Micheluzzi (8 pagine) - Mandrake the magician di Phil Davis, Lee Falk (1 pagina) |                    |                    |

## 1987
| Nr. | Data pubblicazione | Copertina               |
| --- | ------------------ | ----------------------- |
| 54 | Gennaio 1987       | Enric                   |
| - Soldato di ventura di Enrique Breccia, Alfredo Grassi - Reazione a catena di Italo Fasan - Storie della taverna galattica: Il racconto di Zherbis di Joseph M. Bea - Blueberry: La fine della pista di Jean Giraud, Jean-Michel Charlier - La Siberiana di Victor De La Fuente, Victor Mora - Prigioniero delle stelle di Alfonso Font - Predatori di Raul Martin Domingo - Sherlock Holmes: Uno scandalo in Boemia di Giorgio Trevisan, Giancarlo Berardi - Sterminio di Richard Corben - Perramus di Alberto Breccia, Juan Sasturain - Rosso Stenton di Attilio Micheluzzi - Mandrake di Phil Davis, Lee Falk (1 pagina) |                    |                         |
| 55 | Febbraio 1987      | Royo                    |
| - Time Out di Horacio Altuna - La fotografia di Ivo Pavone, Alberto Ongaro - Onc di Benito Jacovitti (1 pagina) - Il bonsai di Gloria Barbieri - Le avventure di Dieter Lumpen: Le tentazioni di Cupido di Ruben Pellejero, Jorge Zentner - Le avventure del Tenente Blueberry: La fine della pista di Jean Giraud, Jean-Michel Charlier - La Siberiana di Victor De La Fuente, Victor Mora - Prigioniero delle stelle di Alfonso Font - Onc di Benito Jacovitti (1 pagina) - Suarez di Gustavo Trigo, Guillermo Saccomanno - Onc di Benito Jacovitti (1 pagina) - Protezione di Ernesto Melo, Ricardo Barreiro - Sherlock Holmes: Un caso d'identità di Giorgio Trevisan, Giancarlo Berardi - Onc di Benito Jacovitti (1 pagina) - Boogie: Il cane di Pavlon di Roberto Fontanarrosa (1 pagina)                                                            |                    |                         |
| 56 | Marzo 1987         | Paolo Eleuteri Serpieri |
| - Il contratto di Jos Ortiz, Antonio Segura - Time Out di Horacio Altuna - Storie della taverna galattica: Il racconto di Kramow di Joseph M. Bea - La donna di ghiaccio di Roberto Fontanarrosa - Druuna: Morbus gravis (prima parte) di Paolo Eleuteri Serpieri - Prigioniero delle stelle di Alfonso Font - Ficcanaso zerosette: Operazione tonno di Benito Jacovitti - Crazy di Pepe Gonzales, Alan Parker - Crazy cambia opinione di Pepe Gonzales, Alan Parker - Recluta di Jesus Balbi, Ricardo Barreiro - Sherlock Holmes: La lega dei capelli rossi di Giorgio Trevisan, Giancarlo Berardi - Tornando a casa di Jordi Bernet Cussò, Enrique Sanchez Abuli - Le importa un'ape? di Fernando Fernandez - Generazione zero di Moreno Pepe - Boogie L'oleoso: E' qualcuno in uniforme di Roberto Fontanarrosa - La recensione a fumetti di Luca Boschi |                    |                         |
| 57 | Luglio 1987        | Fernando Fernandez      |
| - Time Out di Horacio Altuna - Slot barr di Francisco Solano López, Ricardo Barreiro - Evelyn di Gustavo Trigo, Alberto Ongaro - Le torri di Bois-Maury di Hermann Huppen - Bull Digger di Richard Corben - Grande, grandissima Africa di Ernesto Pugliese, Maria Teresa Contini - L'astronave di Fernando Gonzales Rubio - La leggenda delle 4 ombre di Fernando Fernandez, Carlos Trillo - Prigioniero delle stelle di Alfonso Font - Sherlock Holmes: La lega dei capelli rossi di Giorgio Trevisan, Giancarlo Berardi - Sperman: Operazione germinal di Roberto Fontanarrosa - Druuna: Morbus Gravis (seconda parte) di Paolo Eleuteri Serpieri - Boogie l'oleoso: I tuoi sono separati di Roberto Fontanarrosa (1 pagina) |                    |                         |
| 58 | Settembre 1987     | Fernando Fernandez      |
| - Slot Barr: La lunga notte di Procer 9 di Francisco Solano López, Ricardo Barreiro - Sherlock Holmes: La lega dai capelli rossi di Giorgio Trevisan, Giancarlo Berardi - Tornando a casa di Jordi Bernet Cussò, Enrique Sanchez Abuli - Le torri di Bois-Maury di Hermann Huppen - La leggenda delle 4 ombre di Fernando Fernandez, Carlos Trillo - Generazione zero di Moreno Pepe - Un'avventura da sballo di Ernesto Pugliese, Maria Teresa Contini - La propria impotenza di Roberto Fontanarrosa - Una storia reale di Ernesto Melo, Ricardo Barreiro - Time Out di Horacio Altuna - Druuna: Morbus Gravis (terza parte) di Paolo Eleuteri Serpieri - Lei non una qualunque di Roberto Fontanarrosa - Time Out di Horacio Altuna - Druuna: Morbus Gravis di Paolo Eleuteri Serpieri - Lei non una qualunque                                           |                    |                         |
| 59 | Novembre 1987      | Royo                    |
| - Schegge di vita: Separazione di Horacio Altuna - ONC di Benito Jacovitti - Possessione diabolica di Roberto Fontanarrosa - Slot Barr di Francisco Solano López, Ricardo Barreiro - Le torri di Bois-Maury di Hermann Huppen - Generazione zero di Moreno Pepe - La leggenda delle 4 ombre di Fernando Fernandez, Carlos Trillo - Druuna: Morbus Gravis (quarta parte) di Paolo Eleuteri Serpieri - Sherlock Holmes: La lega dai capelli rossi di Giorgio Trevisan, Giancarlo Berardi - Morgan: L'ultimo colpo di Jos Ortiz, Antonio Segura - Vento divino di Martinez Medrano, Ricardo Barreiro - Un'enorme gap tecnologico di Roberto Fontanarrosa |                    |                         |

## 1988
| Nr. | Data pubblicazione | Copertina          |
| --- | ------------------ | ------------------ |
| 60 | Marzo 1988         | ?                  |
| - Perramus di Alberto Breccia, Juan Sasturain (11 pagine) - Druuna: Morbus Gravis (quinta parte) di Paolo Eleuteri Serpieri (22 pagine) - La leggenda delle 4 ombre di Fernando Fernandez, Carlos Trillo (22 pagine) - Le torri di Bois-Maury di Hermann Huppen (16 pagine) - Generazione zero di Moreno Pepe (3 pagine) - Light & Bold: Primo contatto di Jordi Bernet Cussò, Carlos Trillo (16 pagine) - Morgan: L'indulto di Jos Ortiz, Antonio Segura (10 pagine) |                    |                    |
| 61 | Aprile 1988        | Joseph M. Bea      |
| - Frank Cappa memorie di un inviato speciale: Viet-song che diavolo ci faccio qui? di Manfred Sommer - Perramus di Alberto Breccia, Juan Sasturain - Light & Bold di Jordi Bernet Cussò, Carlos Trillo - Morgan: Lo zombi di Jos Ortiz, Antonio Segura - Ca-rt-oon 4 di Carlos Gimenez - Gustav Meyrink di Massimo Rotundo, Gianfranco De Turris - Alice e gli argonauti: La notte del presidente di Alfonso Font, Patrick Cothias |                    |                    |
| 62 | Maggio 1988        | Vicente Segrelles  |
| - Leo Roa di Carlos Gimenez (15 pagine) - Time Out di Horacio Altuna (15 pagine) - Perramus di Alberto Breccia, Juan Sasturain (8 pagine) - Morgan: Buon compleanno di Jos Ortiz, Antonio Segura (10 pagine) - Light & Bolt di Jordi Bernet Cussò, Carlos Trillo (16 pagine) - Storie della taverna galattica: Il racconto di Nacrapt di Joseph M. Bea (8 pagine) - Sci canis majoris di Massimo Rotundo, Riccardo Leveghi (3 pagine) - Il mercenario: Il sacrificio di Vicente Segrelles (19 pagine) - Burton & Cyb: Al primo colpo vai gi di Jos Ortiz, Antonio Segura (8 pagine) - Frank Cappa memorie di un inviato speciale: Viet-Song la spia e il traditore di Manfred Sommer (20 pagine)                                                                     |                    |                    |
| 63 | Giugno 1988        | Royo               |
| - Leo Roa di Carlos Gimenez (15 pagine) - Morgan: Color d'inferno di Jos Ortiz, Antonio Segura (10 pagine) - Perramus di Alberto Breccia, Juan Sasturain (12 pagine) - Light & Bolt: Contatti in tilt di Jordi Bernet Cussò, Carlos Trillo (16 pagine) - La parabola del marziano sconosciuto di Alfonso Font (6 pagine) - Storie della taverna galattica: Il racconto di Syanock di Joseph M. Bea (8 pagine) - H.P.Lovercraft, Nyarlathotep di Massimo Rotundo, Gianfranco De Turris - Il mercenario: Il sacrificio di Vicente Segrelles (11 pagine) - Burton & Cyb: Il prossimo Dio ci riuscir meglio di Jos Ortiz, Antonio Segura (6 pagine) - Da capo di Alfonso Azpiri, Lorenzo Diaz (6 pagine) - La mummia scarlatta di Sicomoro, Claude Moliterni (25 pagine) |                    |                    |
| 64 | Luglio 1988        | Oscar Chichoni     |
| - La mummia scarlatta di Sicomoro, Claude Moliterni (26 pagine) - Morgan: Segreto confessionale di Jos Ortiz, Antonio Segura (10 pagine) - Perramus di Alberto Breccia, Juan Sasturain (12 pagine) - Storie della taverna galattica: Il racconto di Ramagosa di Joseph M. Bea (8 pagine) - L'impero dei robot di Michael Gotze (20 pagine) - Leo Roa di Carlos Gimenez (22 pagine) - Il mercenario: Il sacrificio di Vicente Segrelles (15 pagine) |                    |                    |
| 65 | Settembre 1988     | Rodolfo Torti      |
| - Città eterna di Rodolfo Torti, Roberto Dal Pra - Salto nel tempo di Richard Corben, Bruce Jones - Il grande potere dei Chninkel di Grzegorz Rosinski, Jean Van Hamme - La voce dalle scale di Massimo Rotundo, Marco De Franchi - Le avventure di John Difool: La quinta essenza di Jean Giraud, Aleiandro Jodorowsky - Blueberry la giovinezza: I demoni del Missouri di Jean Giraud, Jean-Michel Charlier - Torpedo 1936: Con...tanti auguri di Jordi Bernet Cussò, Enrique Sanchez Abuli (15 pagine) |                    |                    |
| 66 | Ottobre 1988       | Jordi Bernet Cussò |
| - Torpedo 1936: Con tanti auguri (seconda parte) di Jordi Bernet Cussò, Enrique Sanchez Abuli (15 pagine) - Il grande potere dei Chninkel di Grzegorz Rosinski, Jean Van Hamme - Morgan: Don Gaetano di Jos Ortiz, Antonio Segura - Perramus di Alberto Breccia, Juan Sasturain - Storie della taverna galattica: Il racconto di Clackster di Joseph M. Bea - Salto nel tempo di Richard Corben, Bruce Jones - Il ritratto di Massimo Rotundo, Claudio De Nardi - Blueberry la giovinezza: I demoni del Missouri di Jean Giraud, Jean-Michel Charlier - Le avventure di John Difool: La quinta essenza di Jean Giraud, Aleiandro Jodorowsky - Città eterna di Rodolfo Torti, Roberto Dal Pra                                                                         |                    |                    |
| 67 | Novembre 1988      | Oscar Chichoni     |
| - Blueberry la giovinezza: I demoni del Missouri di Jean Giraud, Jean-Michel Charlier - Il grande potere dei Chninkel: G'wel di Grzegorz Rosinski, Jean Van Hamme - Morgan: Femmine di Jos Ortiz, Antonio Segura - Perramus di Alberto Breccia, Juan Sasturain - Salto nel tempo di Richard Corben, Bruce Jones - Il destino si compie a malamorte di Massimo Rotundo, Claudio Asciuti - Città eterna di Rodolfo Torti, Roberto Dal Pra - Torpedo 1936: Con...tanti auguri (terza ed ultima parte) di Jordi Bernet Cussò, Enrique Sanchez Abuli (16 pagine) - Le avventure di John Difool: Galassia che sogna di Jean Giraud, Aleiandro Jodorowsky |                    |                    |
| 68 | Dicembre 1988      | Oscar Chichoni     |
| - MC Coy: Il peggior natale di MC Coy di Palacios, Jean-Pierre Gourmelen - Burrton & Cyb: La medusa venuta dallo spazio di Jos Ortiz, Antonio Segura - Il grande potere dei Chninkel di Grzegorz Rosinski, Jean Van Hamme - Morgan: Casa di bambole di Jos Ortiz, Antonio Segura - Perramus di Alberto Breccia, Juan Sasturain - Salto nel tempo di Richard Corben, Bruce Jones - La musica sulla collina di Massimo Rotundo, Hector Hugh Munro Saki - U la fenditura mobile di Tony Garces |                    |                    |

## 1989
| Nr. | Data pubblicazione | Copertina      |
| --- | ------------------ | -------------- |
| 69 | Gennaio 1989       | Oscar Chichoni |
| - Burton & Cyb: La invasione di Jos Ortiz, Antonio Segura - Shopping in television di Davide Fabbri - Il grande potere dei Chninkel: Sualtam di Grzegorz Rosinski, Jean Van Hamme - Perramus di Alberto Breccia, Juan Sasturain - Morgan: Picchia forte...gorilla di Jos Ortiz, Antonio Segura - Salto nel tempo di Richard Corben, Bruce Jones - Il mio nome Od di Massimo Rotundo, Antonio Piras - Alice e gli argonauti: Topolina verde di Alfonso Font, Patrick Cothias |                    |                |
| 70 | Febbraio 1989      | Oscar Chichoni |
| - La giovinezza di Blueberry: Terrore sul Kansas di Colin Wilson, Jean-Michel Charlier - Il grande potere di Chninkel: Volga di Grzegorz Rosinski, Jean Van Hamme - Perramus di Alberto Breccia, Juan Sasturain - Salto nel tempo di Richard Corben, Bruce Jones - Mille morti di Massimo Rotundo, Jack London - La vendetta di Hermann Huppen - L'invincibile di Alfonso Azpiri - Contatto finale di Max Rinaldo, E. Recchia - Burton & Cyb: Terrorismo verde di Jos Ortiz, Antonio Segura - Torpedo 1936: Un giorno alle corse di Jordi Bernet Cussò, Enrique Sanchez Abuli                                                                                              |                    |                |
| 71 | Marzo 1989         | Oscar Chichoni |
| - Blueberry la giovinezza: Terrore sul Kansas di Colin Wilson, Jean-Michel Charlier - Il grande potere di Chninkel: Jargoth di Grzegorz Rosinski, Jean Van Hamme - Morgan: Il re del mare di Jos Ortiz, Antonio Segura - Sherlock Holmes: L'uomo dal labbro storto di Giorgio Trevisan, Giancarlo Berardi - Salto nel tempo di Richard Corben, Bruce Jones - Storia d'amore di Alfonso Azpiri - Torpedo 1936: Tre uomini e un biberon di Jordi Bernet Cussò, Enrique Sanchez Abuli - Burton & Cyb: Excalibur di Jos Ortiz, Antonio Segura - Le avventure di John Difool: 78 miliardi in 1 di Jean Giraud, Aleiandro Jodorowsky                                             |                    |                |
| 72 | Aprile 1989        | Oscar Chichoni |
| - Le avventure di John Difool: Il cerchio dell'incubo di Jean Giraud, Aleiandro Jodorowsky - Il grande potere dei Chninkel: Zembria di Grzegorz Rosinski, Jean Van Hamme - Morgan: Negri e negrieri di Jos Ortiz, Antonio Segura - Il buffone di Davide Fabbri, Roberto Dal Pra - Sherlock Holmes: L'uomo dal labbro storto di Giorgio Trevisan, Giancarlo Berardi - L'emisfero vivente di Massimo Rotundo, Miho Obana - Blueberry la giovinezza: Terrore sul Kansas di Jean Giraud, Jean-Michel Charlier - Torpedo 1936: Yankee doodle! di Jordi Bernet Cussò, Enrique Sanchez Abuli - Figli del fuoco di Richard Corben                                                  |                    |                |
| 73 | Maggio 1989        | Oscar Chichoni |
| - Le torri di Bois-Maury: Alda di Hermann Huppen - Il grande potere dei Chninkel: Barr-Find di Grzegorz Rosinski, Jean Van Hamme - Morgan: Ciak...azione di Jos Ortiz, Antonio Segura - L'uomo inesistente di Fernando Fernandez - Perramus di Alberto Breccia, Juan Sasturain - Thomas Noland: L'orfano delle stelle di Franz Drappier, Daniel Pecqueur - Seduzione di Massimo Rotundo, Gianfranco De Turris - Il cristallo maggiore di Mark Bati, Jean Giraud - Burton & Cyb: La pesca miracolosa di Jos Ortiz, Antonio Segura - Torpedo 1936: Donne e topi di Jordi Bernet Cussò, Enrique Sanchez Abuli - Figli del fuoco di Richard Corben                             |                    |                |
| 74 | Giugno 1989        | Oscar Chichoni |
| - Le torri di Bois-Maury di Hermann Huppen - Il grande potere dei Chninkel; U'N di Grzegorz Rosinski, Jean Van Hamme - Morgan: Il pugilatore greco di Jos Ortiz, Antonio Segura - Thomas Noland: L'orfano delle stelle di Franz Drappier, Daniel Pecqueur - Perramus di Alberto Breccia, Juan Sasturain - Figli del fuoco di Richard Corben - Generazione zero di Moreno Pepe - Burton & Cyb: Gatto da guardia: Dolce compagna di Jos Ortiz, Antonio Segura - Il cristallo maggiore di Jean Giraud, Mark Bati |                    |                |
| 75 | Luglio 1989        | Oscar Chichoni |
| - Il cristallo maggiore di Jean Giraud, Mark Bati - Thomas Noland: L'orfano delle stelle di Franz Drappier, Daniel Pecqueur - Morgan: Vampiri di Jos Ortiz, Antonio Segura - Perramus di Alberto Breccia, Juan Sasturain - Dottor omega: Homunculus di Nevio Zeccara - Bamboline russe di Fernando Fernandez - Un luogo nella mente: Zona A di Joseph M. Bea - Generazione zero di Moreno Pepe - Odori di Jos Maria Beroy - Le torri di Bois-Maury di Hermann Huppen - Burton & Cyb: Un colpo da ridere di Jos Ortiz, Antonio Segura - Cammina cammina cammina di Massimo Rotundo, Donato Altomare - Un marmocchio sul gobbo di Jordi Bernet Cussò, Enrique Sanchez Abuli  |                    |                |
| 76 | Agosto 1989        | Oscar Chichoni |
| - Jack Cadillac: Arcipelago di cemento di Mark Schultz (12 pagine) - Il pianeta perfetto di Jim Sullivan, Bruce Jones - Tornando a casa: Mooner di Jordi Bernet Cussò, Enrique Sanchez Abuli - Tornando a casa: Ribli e Smisloff di Jordi Bernet Cussò, Enrique Sanchez Abuli - Tornando a casa: Dario e Ribli di Jordi Bernet Cussò, Enrique Sanchez Abuli - Tornando a casa: Beato chi sopravvive di Jordi Bernet Cussò, Enrique Sanchez Abuli - Sui tetti di Massimo Rotundo, Sabine Baring-Gould - Superball di Davide Fabbri, Ottavio De Angelis - Morgan: Lascia o raddoppia di Jos Ortiz, Antonio Segura - Rork: Frammenti di Andreas Martens                       |                    |                |
| 77 | Settembre 1989     | Joseph M. Bea  |
| - Immaginaria di Horacio Altuna - Le città oscure: La torre di Francois Schuiten, Benoit Peeters - Perramus di Alberto Breccia, Juan Sasturain - Thomas Noland: I naufraghi della giungla di Franz Drappier, Daniel Pecqueur - Jack Cadillac: Mammuth di Mark Schultz (8 pagine) - Un luogo nella mente: Zona B di Joseph M. Bea - Assenza di gravit a grado esimente in atto di Massimo Rotundo, Gabriele Marconi - Vic & Blood: Ciuccialatte di Richard Corben, Harlan Ellison - Burton & Cyd: Attacco spaziale perfetto di Jos Ortiz, Antonio Segura - Il quarto potere di Carlos Gimenez - Generazione zero: Terrore in paradiso di Moreno Pepe                        |                    |                |
| 78 | Ottobre 1989       | Jordy Penalva  |
| - Il quarto potere di Carlos Gimenez - Le città oscure: La torre di Francois Schuiten, Benoit Peeters - Dottor Omega: L'evocazione di Nevio Zeccara - Thomas Noland: I naufraghi della giungla di Franz Drappier, Daniel Pecqueur - Un luogo nella mente: Zona C di Joseph M. Bea - L'altare nel bosco di Massimo Rotundo, E.J. Landskel - Immaginaria di Horacio Altuna - Generazione zero: L'ultima battaglia di Moreno Pepe - Burton & Cyb: Homo homini lupos di Jos Ortiz, Antonio Segura - Vic & Blood di Richard Corben, Harlan Ellison - Perramus di Alberto Breccia, Juan Sasturain                                                                                |                    |                |
| 79 | Novembre 1989      | Carlos Gimenez |
| - Il quarto potere di Carlos Gimenez - Perramus di Alberto Breccia, Juan Sasturain - Thomas Noland: I naufraghi della giungla di Franz Drappier, Daniel Pecqueur - Fuori dal tempo di Fernando Fernandez - Zona D di Joseph M. Bea - Tre salti nel buio di Massimo Rotundo, Alberto Lehmann - Le città oscure: La torre di Francois Schuiten, Benoit Peeters - Immaginaria di Horacio Altuna - Vic & Blood di Richard Corben, Harlan Ellison - Generazione zero: Faccia a faccia di Moreno Pepe |                    |                |
| 80 | Dicembre 1989      | Jos Girbent    |
| - Il quarto potere di Carlos Gimenez (17 pagine) - Le città oscure: La torre di Francois Schuiten, Benoit Peeters (18 pagine) - Perramus di Alberto Breccia, Juan Sasturain (12 pagine) - Thomas Noland: I naufraghi della giunla di Franz Drappier, Daniel Pecqueur (16 pagine) - Un luogo nella mente: Zona E di Joseph M. Bea (8 pagine) - Gli alberi di Giunone di Massimo Rotundo, Paul Scheerbart (3 pagine) - Immaginaria di Horacio Altuna (14 pagine) - Generazione zero: Faccia a faccia di Moreno Pepe (7 pagine) - Burton & Cyb: Troppe macchine del tempo di Jos Ortiz, Antonio Segura (6 pagine) - Vic & Blood di Richard Corben, Harlan Ellison (13 pagine) |                    |                |

## 1990
| Nr. | Data pubblicazione | Copertina               |
| --- | ------------------ | ----------------------- |
| 81 | Gennaio 1990       | Paolo Eleuteri Serpieri |
| - Druuna: Creatura (prima parte) di Paolo Eleuteri Serpieri (11 pagine) - Le città oscure: La torre di Francois Schuiten, Benoit Peeters (12 pagine) - Perramus di Alberto Breccia, Juan Sasturain (16 pagine) - Jack Cadillac: Le regole del gioco di Mark Schultz (10 pagine) - Un luogo nella mente: Zona F di Joseph M. Bea (8 pagine) - Pubblicit Integrale di Massimo Rotundo, Massimiliano Filadoro (3 pagine) - Rork: Passaggi di Andreas Martens (47 pagine) |                    |                         |
| 82 | Febbraio 1990      | George Perez            |
| - Druuna: Creatura di Paolo Eleuteri Serpieri - Le memorie di una 38: Roadsite Caf di Franz Drappier, Jean-Luc Fromental - Un luogo nella mente: Zona G di Joseph M. Bea - Nello spazio di un sogno - Jack Cadillac: Benefattore di Mark Schultz (20 pagine) - le città oscure: La torre di Francois Schuiten, Benoit Peeters - Il massacro di Hermann Huppen - Zang l'indomabile di Massimo Rotundo, Alberto Henriet - Scalo su Faragonescia di Jean Giraud |                    |                         |
| 83 | Marzo 1990         | Carlos Gimenez          |
| - Rork: Il diario del professor Wallace de Wolf di Andreas Martens (6 pagine) - Druuna: Creatura di Paolo Eleuteri Serpieri (9 pagine) - Le memorie di una 38: Radical Song di Franz Drappier, Jean-Luc Fromental (7 pagine) - Tranquillandia di Mauro Cicare' (12 pagine) - Jack Cadillac: Lezioni di storia di Mark Schultz (20 pagine) - Camilla Starsky di Corrado Mastantuono, Ottavio De Angelis (10 pagine) - Faccia di luna di Massimo Rotundo, Jean Ray (4 pagine) - Il cimitero delle cattedrali di Andreas Martens (46 pagine) - Ritocco di cronaca di Walter Chendi (10 pagine) - Cherenita (8 pagine) - Fail di Dario Fani (8 pagine) - Lenti di passaggio (5 pagine) |                    |                         |
| 84 | Aprile 1990        | Marcelo Perez           |
| - Druuna: Creatura di Paolo Eleuteri Serpieri - DNA di Fernando De Felipe, Oscraibar - Ozono di Jos Ortiz, Antonio Segura - Le memorie di una 38: New York dolls di Franz Drappier, Jean-Luc Fromental - Un luogo nella mente: Zona H di Joseph M. Bea - Venerd di Alfonso Neto - Jack Cadillac: Gli opportunisti di Mark Schultz - Il vascello della peste di Massimo Rotundo, Dario Tonani - Lugky Starr: Gli oceani di Venere di Fernando Fernandez - Il cristallo maggiore: Sull'isola dell'unicorno di Mark Bati, Jean Giraud - Le torri di Bois-Maury: Sigurd di Hermann Huppen |                    |                         |
| 85 | Maggio 1990        | Oscar Chichoni          |
| - Lucky Starr: Gli oceani di Venere di Fernando Fernandez - Le memorie di una 38: Mabame Bowery di Franz Drappier, Jean-Luc Fromental - Jack Cadillac: Aria verde di Mark Schultz (11 pagine) - DNA di Fernando De Felipe, Oscraibar - Dottor Omega: Il ritorno del mostro di Nevio Zeccara - Un luogo nella mente: Zona I di Joseph M. Bea - Manoscritti della peste nera di Richard Corben, D. Cunningham - Loop di Massimo Rotundo, Patrizio Frosini - Il cristallo maggiore: Sull'isola dell'unicorno di Mark Bati, Jean Giraud - Druuna: Creatura di Paolo Eleuteri Serpieri - Le torri di Bois-Maury: Sigurd di Hermann Huppen |                    |                         |
| 86 | Giugno 1990        | Marcelo Perez           |
| - Sesto girone di Roberto Diso - L'altra logica: Incontri di Marco Patrito - Johnson: ...non siamo in America di Rodolfo Torti, Ottavio De Angelis - Jack Cadillac: La legge della natura di Mark Schultz (9 pagine) - DNA di Fernando De Felipe, Oscraibar - Manoscritti della peste nera di Richard Corben, D. Cunningham - Un luogo nella mente: Zona J di Joseph M. Bea - Il lupo grigio di Massimo Rotundo, George Macdonald - Il cristallo maggiore: Sull'isola dell'unicorno di Mark Bati, Jean Giraud - Lucky Starr: Gli occhi di Venere di Fernando Fernandez - Cittadella cieca di Jean Giraud - Le apparenze ingannano di Marcelo Perez, Ricardo Barreiro - Le torri di Bois-Maury: Sigurd di Hermann Huppen - Natura-Cultura di Patrizia Mandanici (6 pagine) - Rat-man di Leo Ortolani (6 pagine) - Atlantic City N.Y. (8 pagine) - La fuga di Massimiliano Frezzato (8 pagine) |                    |                         |
| 87 | Luglio 1990        | Carlos Gimenez          |
| - La zampa del coniglio di Zaliko Pahek - Incontri: Capacit di apprendimento di Marco Patrito - Ozono di Jos Ortiz, Antonio Segura - Corsaro di Attilio Micheluzzi, Luigi Mignacco - Dottor Omega: Mutazione di Nevio Zeccara - Un luogo nella mente: Zona K di Joseph M. Bea - Jack Cadillac: La strada sbagliata di Steve Stiles, Mark Schultz - Elektra di Frank Miller (10 pagine) - Il fisiognomo di Massimo Rotundo, Nicola Verde - Den: Sogni e visioni di Richard Corben, Simon Revelstroke - The long tomorrow di Jean Giraud, Dan O'Bannon - Asteroidi: Isole di Marcelo Perez, E. Balcarce |                    |                         |
| 88 | Agosto 1990        | Jos Girbent             |
| - Burton & Cyb: Con le buone maniere... di Jos Ortiz, Antonio Segura - Rork: luce di stella di Andreas Martens - Jack Cadillac: Xenozoica di Mark Schultz - La morte in gabbia di Marcelo Perez, E. Balcarce - Briganti di Sandro Scascitelli - Cargo Team: Souvenir dal sottosuolo di Corrado Mastantuono, Arcangelo Stigliani - Diamante: Week-end a Roma di Mauro Cicare' - Dottor Omega: Cubo 1 di Nevio Zeccara - Rork: Luce di stella di Andreas Martens |                    |                         |
| 89 | Settembre 1990     | Marcelo Perez           |
| - Burton & Cyb: Agenzia matrimoniale di Jos Ortiz, Antonio Segura - Asteroidi: Isole di Marcelo Perez, E. Balcarce - Johnson: Un salto in paradiso di Rodolfo Torti, Ottavio De Angelis - Corsaro: La mano del destino di Attilio Micheluzzi, Luigi Mignacco - Diamante: Antico delitto di Mauro Cicare' - Ozono di Jos Ortiz, Antonio Segura - Territorio particolarmente difficile di Massimo Rotundo, Janusz A. Zajdel - Den di Richard Corben, Simon Revelstroke - Blueberry la giovinezza: Il raid infernale di Colin Wilson, Jean-Michel Charlier - Incontri: Distanza di sicurezza di Marco Patrito - Ultimo volo (8 pagine) - Le fantasmagoriche avventure dell'operaio minerario Lionel Gawronsk di Luca Enoch (2 pagine) - Lupo! di Alberto Gennari (6 pagine) - Video-clic! (8 pagine) - Oscillazioni controllate (5 pagine)                                                      |                    |                         |
| 90 | Ottobre 1990       | Marcelo Perez           |
| - Blueberry: Il raid infernale di Colin Wilson, Jean-Michel Charlier (15 pagine) - Perramus di Alberto Breccia, Juan Sasturain (10 pagine) - Cargo Team di Corrado Mastantuono, Arcangelo Stigliani (10 pagine) - Cronache dell'era xenozoica - Servizio postale di Steve Stiles, Mark Schultz (8 pagine) - Ozono di Jos Ortiz, Antonio Segura (12 pagine) - Lo zingaro di Livio Oliviero (12 pagine) - Den: La casa del silenzio di Richard Corben, Simon Revelstroke (20 pagine) - Star Raider (prima parte) di Jose Luis Garcia-Lopez, Elliot S. Maggin (23 pagine) - Cretaceo di Marco Patrito (3 pagine) - Dentro la notte di Massimo Rotundo, Bruno Garavini |                    |                         |
| 91 | Novembre 1990      | Marcelo Perez           |
| - Blueberry. Il raid infernale (terza parte) di Colin Wilson, Jean-Michel Charlier (15 pagine) - Perramus di Alberto Breccia, Juan Sasturain (10 pagine) - Jack Cadillac: Cronache dell'era Xenozoica - Cucciolo d'uomo di Mark Schultz (9 pagine) - Fail: Se non fa troppo caldo (secondo episodio) di Antonio Piras, Dario Fani (8 pagine) - Ozono di Jos Ortiz, Antonio Segura (12 pagine) - Hum Ilis: La pratica Mc kenna di Andrea Domestici, Lorenzo Bartoli (10 pagine) - Rullo di tamburi di Massimo Rotundo, Miriam Poloniato - Star Raider (seconda parte) di Jose Luis Garcia-Lopez, Elliot S. Maggin (21 pagine) - Burton & Cyb di Jos Ortiz, Antonio Segura (8 pagine) - Asteroidi: Dinosauri di George Perez, E. Balcarce (4 pagine) - Den: Il signore dell'aria e delle tenebre di Richard Corben, Simon Revelstroke (15 pagine)                                              |                    |                         |
| 92 | Dicembre 1990      | ?                       |
| - Burton & Cyb di Jos Ortiz, Antonio Segura (8 pagine) - Asteroidi: Paternit di George Perez, E. Balcarce (3 pagine) - Asteroidi: Stuzzicadenti di George Perez, E. Balcarce (4 pagine) - Perramus di Alberto Breccia, Juan Sasturain (5 pagine) - Jack Cadillac: Cronache dell'era xenozoica. Intrusione di Steve Stiles, Mark Schultz (8 pagine) - Ozono di Jos Ortiz, Antonio Segura (12 pagine) - Briganti di Sandro Scascitelli (12 pagine) - L'Anarchico di Livio Oliviero (12 pagine) - Maelstrom di Davide Fabbri (16 pagine) - Star Raider (terza ed ultima parte) di Jose Luis Garcia-Lopez, Elliot S. Maggin (20 pagine) - Il cristallo maggiore 3 : Il segreto di Aurelisa di Jean Giraud, Mark Bati (11 pagine) |                    |                         |

## 1991
| Nr. | Data pubblicazione | Copertina      |
| --- | ------------------ | -------------- |
| 93 | Gennaio 1991       | Alfonso Azpiri |
| - Maelstrom (seconda parte) di Davide Fabbri (15 pagine) - Ozono di Jos Ortiz, Antonio Segura (12 pagine) - Corsaro: Furto e incendio di Attilio Micheluzzi, Luigi Mignacco (12 pagine) - Cargo Team: Il braccio di Rages di Corrado Mastantuono, Arcangelo Stigliani (10 pagine) - Psicoteca: Come un bisturi di Ruben Negri, Luigi Morini (12 pagine) - Com'era lass di Massimo Rotundo, Gian Filippo Pizzo (3 pagine) - Il cristallo maggiore: Il segreto di Aurelia di Mark Bati, Jean Giraud (23 pagine) - Incontri: Il pensiero e la materia di Marco Patrito (6 pagine) - Burton & Cyb: Rosso e azzurro di Jos Ortiz, Antonio Segura (8 pagine) - DNA di Fernando De Felipe, Oscraibar (6 pagine) - Asteroidi: L'angelo caduto di Marcelo Perez, E. Balcarce (4 pagine)                                                                       |                    |                |
| 94 | Febbraio 1991      | Marco Patrito  |
| - Maelstrom di Davide Fabbri (15 pagine) - Ozono di Jos Ortiz, Antonio Segura (10 pagine) - Kor-One (prima parte) di Roberto De Angelis, Ade Capone (12 pagine) - Cargo Team: Un allucinante abisso di Corrado Mastantuono, Arcangelo Stigliani (8 pagine) - Diamante: Killer bazaar di Mauro Cicare' (12 pagine) - Dottor Omega: Il duplicatore di Nevio Zeccara (2 pagine) - Camminando per il... reparto psicopatici di Michael William Kaluta, Doug Moench (7 pagine) - Alla ricerca del fiore azzurro di Massimo Rotundo, Alex Landi (3 pagine) - Den: La città sommersa di Richard Corben, Simon Revelstroke (20 pagine) - Asteroidi: Colui che sorride di Marcelo Perez, E. Balcarce (4 pagine) - Il cristallo maggiore: Il segreto di Aurelisa di Mark Bati, Jean Giraud (23 pagine)                                                         |                    |                |
| 95 | Marzo 1991         | Ignacio Noé    |
| - Burton & Cyb: Alla ricerca della figlia perduta di Jos Ortiz, Antonio Segura (8 pagine) - Incontri: Amnesia di Marco Patrito (7 pagine) - Ozono di Jos Ortiz, Antonio Segura (12 pagine) - Fail: Chiedilo alla nonna (terzo episodio) di Antonio Piras, Dario Fani (8 pagine) - Hum Ilis: Collaborazione di Andrea Domestici, Lorenzo Bartoli (12 pagine) - Jack Cadillac: Vita da cane di Steve Stiles, Mark Schultz (8 pagine) - Il carnefice di Bill Sienkiewicz, Mark Gruenwald (12 pagine) - La bicicletta di Asmodeo di Massimo Rotundo, Sergio Brussolo - Le terre cave: Nogegon di Francois Schuiten, Luc Schuiten (10 pagine) - Burocratika di Bertrand Demey (10 pagine) - DNA di Fernando De Felipe, Oscraibar (6 pagine) - Someplace Strange - Uno strano posto (prima parte) di John Bolton, Ann Nocenti (20 pagine)                  |                    |                |
| 96 | Aprile 1991        | Ignacio Noé    |
| - Someplace Strange - Uno strano posto (seconda parte) di John Bolton, Ann Nocenti (15 pagine) - Johnson: By Night di Rodolfo Torti, Ottavio De Angelis (16 pagine) - Thor: Mare del destino di John Bolton, Alan Zelenetz (14 pagine) - Ozono di Jos Ortiz, Antonio Segura (12 pagine) - Saltimbanchi: Agostino di Livio Oliviero (9 pagine) - L'ultimo pianeta di Massimo Rotundo, Bruno Fontana - Le terre cave: Nogegon di Francois Schuiten (20 pagine) - Den: Mostri giganteschi di Richard Corben, Simon Revelstroke (20 pagine) - Burocratika: Vecchia figlia della madre patria di Bertrand Demey (4 pagine) - Incontri: Riflessioni di Marco Patrito (7 pagine) - Asteroidi: Volkssturm (3 pagine) |                    |                |
| 97 | Maggio 1991        | Ignacio Noé    |
| - America Flagg: Southern Confort (prima parte) di Howard Chaykin (14 pagine) - Saltimbanchi: Stella cometa di Livio Oliviero (11 pagine) - Ozono di Jos Ortiz, Antonio Segura (12 pagine) - Jack Cadillac: Escursione di Mark Schultz (20 pagine) - Cargo Team: Un allucinante abisso di Corrado Mastantuono, Arcangelo Stigliani (8 pagine) - La biblioteca infestata di Massimo Rotundo, Tullio Bologna (3 pagine) - Asteroidi: Resistenza di Marcelo Perez, E. Balcarce (3 pagine) - Burton & Cyb: La truffa del resuscitato di Jos Ortiz, Antonio Segura (6 pagine) - DNA di Fernando De Felipe, Oscraibar (6 pagine) - Someplace Strange - Uno strano posto (terza e ultima parte) di John Bolton, Ann Nocenti (27 pagine) - Le terre cave: Nogegon di Francois Schuiten (16 pagine) - Burocratika: Fibula fabula di Bertrand Demey (4 pagine) |                    |                |
| 98 | Giugno 1991        | Ignacio Noé    |
| - American Flagg: Southern Confort di Howard Chaykin - Jack Cadillac: Cattivo tempo di Steve Stiles, Mark Schultz (8 pagine) - Ozono di Jos Ortiz, Antonio Segura - Il Filisteo di Frank Miller, Dennis O'Neil (8 pagine) - Cargo Team: Un allucinante abisso di Corrado Mastantuono, Arcangelo Stigliani - Briganti di Sandro Scascitelli - Follia dei campi di Massimo Rotundo, Luigi Cozzolino - Le terre cave: Nogegon di Francois Schuiten - Den: La fenice caduta di Richard Corben, Simon Revelstroke - Zetari: La maschera dell'eternit di John M. Burns, Martin Lodewijk - DNA di Fernando De Felipe, Oscraibar - Burocratika: Ordine di burocratizzazione generale di Bertrand Demey |                    |                |
| 99 | Luglio 1991        | Richard Corben |
| - Zetari: La maschera dell'eternit di John M. Burns, Martin Lodewijk - Morte in discoteca di Gene Colan, Tony Dezuniga, Steve Gerber (22 pagine) - Jack Cadillac: L'acquedotto di Mark Schultz, Steve Stiles (8 pagine) - Cargo Team di Corrado Mastantuono, Arcangelo Stigliani - Kor-One di Roberto De Angelis, Ade Capone - Inferno verde di Massimo Rotundo, Giuseppe Friscia - Le terre cave: Nogegon di Francois Schuiten - Burocratika: Hora humanum est - Incontri: L'imperatore dei monti pallidi di Marco Patrito - American Flagg: Southern Confort di Howard Chaykin |                    |                |
| 100 | Agosto 1991        | Richard Corben |
| - Burton & Cyb: Cose da pazzi di Jos Ortiz, Antonio Segura - Eroi di Massimo Rotundo - Uomo Ghiaccio: Carnevale d'inverno di George Perez, Alfredo Alcala, Mary Jo Duffy (8 pagine) - Kor-One di Roberto De Angelis, Ade Capone - Ms.Jones e il tempo di M. Morland - Jack Cadillac: Furfante di Mark Schultz (10 pagine) - Il fantasma della signora Veal di Corrado Mastantuono, Daniel Defoe - La sepoltura di Corrado Mastantuono, George Byron - Rork: Capricorno di Andreas Martens - Il muro di Alfonso Azpiri - Impiegato di concetto di Corrado Mastantuono |                    |                |
| 101 | Settembre 1991     | Richard Corben |
| - American flagg: Souther confort di Howard Chaykin - Jack Cadillac: Sognando... di Mark Schultz (20 pagine) - Thor: Il Mitico Thor di Jim Starlin, Tony Dezuniga, Len Wein - Kor-One di Roberto De Angelis, Ade Capone - Occhi d'oro di Corrado Mastantuono, Alda Teodorani - Burocratika; Ecce Homo di Bertrand Demey - Figli di un mondo mutante di Richard Corben, Jan Strnad - DNA di Fernando De Felipe, Oscraibar - Le torri di Bois-Maury: William di Hermann Huppen |                    |                |
| 102 | Ottobre 1991       | Richard Corben |
| - American Flagg: Southern Confort di Howard Chaykin - Jack Cadillac: Sognando... di Mark Schultz - Ozono di Jos Ortiz, Antonio Segura - Briganti di Sandro Scascitelli - Diamante: Metro Godwin-Requiem di Mauro Cicare' - La soglia di Corrado Mastantuono, Giuseppe Magnarapa - Burocratika: Stabat Mater di Bertrand Demey - Figli di un mondo mutante di Richard Corben, Jan Strnad - Le torri di Bois-Maury: William di Hermann Huppen - Burton & Cyb: Bisogna alimentare i Grumskins di Jos Ortiz, Antonio Segura |                    |                |
| 103 | Novembre 1991      | Richard Corben |
| - Il lama bianco: Magia e tradimento di Georges Bess, Aleiandro Jodorowsky (12 pagine) - Asteroidi: ...l'altra sponda di Marcelo Perez, E. Balcarce (3 pagine) - Anastasia Brown: Torna a casa Molly di Giancarlo Alessandrini, Roberto Dal Pra (22 pagine) - Ozono: Terror VII di Jos Ortiz, Antonio Segura (14 pagine) - Cargo Team: TSK di Corrado Mastantuono, Arcangelo Stigliani (14 pagine) - Nella camera oscura di Corrado Mastantuono, Mario Paluan (3 pagine) - Figli di un mondo mutante di Richard Corben, Jan Strnad (12 pagine) - American Flagg: State of the Union di Howard Chaykin (14 pagine) - Le torri di Bois-Maury: William di Hermann Huppen (12 pagine) - Burton & Cyb: I bambini cattivi vanno all'inferno di Jos Ortiz, Antonio Segura (8 pagine)                                                                        |                    |                |
| 104 | Dicembre 1991      | Richard Corben |
| - American Flagg: State of the Union (seconda parte) di Howard Chaykin (15 pagine) - Ozono: Fanatici di Jos Ortiz, Antonio Segura (12 pagine) - Cargo Team: Zoobusiness di Corrado Mastantuono, Arcangelo Stigliani (12 pagine) - Jack Cadillac: L'ultimo anello della catena (prima parte) di Mark Schultz (8 pagine) - Briganti di Sandro Scascitelli (14 pagine) - L'ultima mutazione di Corrado Mastantuono, Vladimir Veverka (4 pagine) - Burocratika: Exit di Bertrand Demey (5 pagine) - Il lama bianco: Gli Dei assassini di Georges Bess, Aleiandro Jodorowsky (12 pagine) - Il falso Tulkou di Georges Bess, Aleiandro Jodorowsky (10 pagine) - Burton & Cyb: Trafficanti d'armi di Jos Ortiz, Antonio Segura (8 pagine) - Figli di un mondo mutante (quarto episodio) di Richard Corben, Jan Strnad (12 pagine)                           |                    |                |

## 1992
| Nr. | Data pubblicazione | Copertina               |
| --- | ------------------ | ----------------------- |
| 105 | Gennaio 1992       | Richard Corben          |
| - American Flagg: State of the Union - Part Two (prima parte) di Howard Chaykin (14 pagine) - Ozono: La pelle dell'orso di Jos Ortiz, Antonio Segura (10 pagine) - Fail: Quando la montagna and da Maometto (quarto episodio) di Antonio Piras, Dario Fani (8 pagine) - Briganti di Sandro Scascitelli (14 pagine) - Jack Cadillac: L'ultimo anello della catena (seconda parte) di Mark Schultz (12 pagine) - Sorella crudele di Corrado Mastantuono, Silvio Canavese (4 pagine) - Prima dell'incal di Zoran Janjetov, Aleiandro Jodorowsky (13 pagine) - Figli di un mondo mutante (quinto episodio) di Richard Corben, Jan Strnad (12 pagine) - Dragoland: Tempesta di Marco Torricelli (6 pagine) - Burton & Cyb: Poveri mostri di Jos Ortiz, Antonio Segura (8 pagine) - Overearth (prima parte) di Marco Patrito (9 pagine) |                    |                         |
| 106 | Febbraio 1992      | San Julian              |
| - American Flagg: State of the Union - Part Two (seconda parte) di Howard Chaykin (14 pagine) - Ozono: L'albero di Jos Ortiz, Antonio Segura (12 pagine) - Psicoteca: La belva umana di Ruben Negri, Luigi Morini - Legami di sangue di Sicomoro - Ci che ero, ci che sono, ci che sar di Corrado Mastantuono, Marco Morzenti - Prima dell'incal: Addio padre di Zoran Janjetov, Aleiandro Jodorowsky - Pellicce di Richard Corben, John Pocsik - Burto & Cyb: Alla conquista del west di Jos Ortiz, Antonio Segura - Dragoland: La città di Marco Torricelli - Overearth (seconda parte) di Marco Patrito |                    |                         |
| 107 | Marzo 1992         | Richard Corben          |
| - American Flagg: State of the Union di Howard Chaykin - Ozono: Nessuno canta sotto la pioggia a New York di Jos Ortiz, Antonio Segura - Cargo Team: Il passero sul fiume di Corrado Mastantuono, Arcangelo Stigliani - Vedova Nera: Io ho lo yo-yo tu hai la cordicella di Paul Gulacy, Ralph Macchio (22 pagine) - Fatti e misfatti a Planet Arium: Giacimento di Giancarlo Alessandrini - Magico incontro di Rodolfo Torti, Roberto Dal Pra - L'azzurra frecci delle tenebre di Corrado Mastantuono, Fabio D'Andrea - Prima dell'incal di Zoran Janjetov, Aleiandro Jodorowsky - Den: I semi sono stati sparsi di Richard Corben, Simon Revelstroke - Burton & Cyb: Assicurazioni sulla vita di Jos Ortiz, Antonio Segura - Overearth di Marco Patrito                                                                         |                    |                         |
| 108 | Aprile 1992        | Carlos Gimenez          |
| - Overearth di Marco Patrito, Mauro Maltoni - Fratelli di sangue di Davide Fabbri, Daniele Brolli - Ozono: Un uomo cancellato di Jos Ortiz, Antonio Segura - Zona X: L'ombra e il baleno di Giancarlo Alessandrini, Antonio Serra - Sambo di Corrado Mastantuono, William F. Harvey - Leo Roa: Odissea nel tempo di Carlos Gimenez - Den: Una strana nascita di Richard Corben, Simon Revelstroke - American flagg: State of the Union di Howard Chaykin - Le avventure di Karen Springwell: Convoi di Philippe Gauckler, Thierry Smolderen |                    |                         |
| 109 | Maggio 1992        | John Bolton             |
| - Odissea nel tempo di Carlos Gimenez (15 pagine) - Cromwell Stone di Andreas Martens (17 pagine) - Fratelli di sangue di Davide Fabbri, Daniele Brolli (16 pagine) - Nella casa del terrore! di Gene Colan, Marv Wolfman (6 pagine) - Le terre cave di Francois Schuiten - Promesse, promesse di Richard Corben, Simon Revelstroke (12 pagine) - Convoi di Philippe Gauckler, Thierry Smolderen - Passaggio a Eridani di Corrado Mastantuono, Mariangela Cerrino |                    |                         |
| 110 | Giugno 1992        | Richard Corben          |
| - Leo Roa: Odissea nel tempo di Carlos Gimenez - Ozono: I vivi e i morti di Jos Ortiz, Antonio Segura - Cromwell Stone di Andreas Martens - Fratelli di sangue di Davide Fabbri, Daniele Brolli - Onore di John Buscema, Bob Wiacek, Steve Skeates (5 pagine) - Il dono della cometa di Corrado Mastantuono, Giuseppe O. Longo - Le avventure di Karen Springwell: Convoi di Philippe Gauckler, Thierry Smolderen - Blueberry la giovinezza: L'implacabile inseguimento di Colin Wilson, Jean-Michel Charlier - Il tempio di Richard Corben - Le terre cave: Zara di Francois Schuiten |                    |                         |
| 111 | Luglio 1992        | Richard Corben          |
| - Le terre cave: Zara di Francois Schuiten (14 pagine) - Anastasia Brown: Amici di Giancarlo Alessandrini, Roberto Dal Pra (24 pagine) - Ozono: La morte attraverso la città di Jos Ortiz, Antonio Segura (12 pagine) - Cromwell Stone di Andreas Martens (12 pagine) - Quel che accade nello studio 3 di Corrado Mastantuono, Mario Farneti (4 pagine) - Blueberry la giovinezza: L'implacabile inseguimento di Colin Wilson, Jean-Michel Charlier (26 pagine) - Leo Roa: Odissea nel tempo di Carlos Gimenez (10 pagine) - Le avventure di Karen Springwell: Convoi (terza ed ultima parte del primo episodio) di Philippe Gauckler, Thierry Smolderen (11 pagine) |                    |                         |
| 112 | Agosto 1992        | Ignacio Noé             |
| - Avanti un altro di Roberto De Angelis - Le spie di una rosa di Paco Roca, Pallares - Zona X: La lente di diamante di Giancarlo Alessandrini, Antonio Serra - L'amore di Lame Lem di Richard Corben - Bit degeneration di Bruno Brindisi, Livio Oliviero - Johnson: Colle principessa di Rodolfo Torti, Ottavio De Angelis - Il centauro di Corrado Mastantuono, M. De Guerin - Larve di Corrado Mastantuono, E. F. Benson - Prima dell'incal: Detective privato di classe R di Zoran Janjetov, Aleiandro Jodorowsky |                    |                         |
| 113 | Settembre 1992     | Sicomoro                |
| - Le torri di Bois-Maury: Il selgiuchida di Hermann Huppen - I racconti del diamante nero: Battesimo di sangue di Richard Corben, Rich Margopoulos - Ozono: Pelle di foca di Jos Ortiz, Antonio Segura - Fatti e misfatti a Planet Arium: Lo scippo di Giancarlo Alessandrini - Briganti di Sandro Scascitelli - Spirali di tempo di Corrado Mastantuono, Franco Forte - Le avventure di Karen Springwell: I prigionieri di Convoi di Philippe Gauckler, Thierry Smolderen - La scimmia d'oro di Sicomoro, Claude Moliterni - L'uomo sotterraneo di Ignacio Noé, Ricardo Barreiro |                    |                         |
| 114 | Ottobre 1992       | Richard Corben          |
| - Le torri di Bois-Maury: Il selgiuchida di Hermann Huppen - Rivelazioni Postume di Francois Riviere, Andreas Martens - Psicoteca: Per i tuoi occhi di Ruben Negri, Luigi Morini - Ozono: Tutto cominci 50 anni fa di Jos Ortiz, Antonio Segura - Il suono della pioggia di Corrado Mastantuono, Gloria A. Barberi - La scimmia d'oro di Sicomoro, Claude Moliterni - L'uomo sotterraneo di Ignacio Noé, Ricardo Barreiro - Le avventure di Karen Springwell: I prigionieri del Convoi di Philippe Gauckler, Thierry Smolderen |                    |                         |
| 115 | Novembre 1992      | Paolo Eleuteri Serpieri |
| - Le torri di Bois-Maury: Il selgiuchida di Hermann Huppen - Anastasia Brown: Biggolo Joe di Giancarlo Alessandrini, Roberto Dal Pra - Cargo Team: Le fogne di Pandora di Corrado Mastantuono, Arcangelo Stigliani - Ozono: L'amante della terra di Jos Ortiz, Antonio Segura - La bottega del tempo di Corrado Mastantuono, Enzo Verrengia - Druuna: Carnivora di Paolo Eleuteri Serpieri - La scimmia d'oro di Sicomoro, Claude Moliterni - L'uomo sotterraneo di Ignacio Noé, Ricardo Barreiro - Le avventure di Karen Springwell: I prigionieri di Convoi di Philippe Gauckler, Thierry Smolderen |                    |                         |
| 116 | Dicembre 1992      | Marco Patrito           |
| - Druuna: Carnivora di Paolo Eleuteri Serpieri (15 pagine) - Zona X: L'occhio senza palpebre di Giancarlo Alessandrini, Antonio Serra (24 pagine) - Ozono: Vampiri di Jos Ortiz, Antonio Segura (12 pagine) - I racconti del diamante nero: Sangue freddo di Richard Corben, Rich Margopoulos (10 pagine) - Di ritorno per Natale di Corrado Mastantuono, John Collier (4 pagine) - Estinzione di Andreas Martens, Philippe Foerster (9 pagine) - L'uomo sotterraneo di Ignacio Noé, Ricardo Barreiro (12 pagine) - La scimmia d'oro di Sicomoro, Claude Moliterni (8 pagine) - Prima dell'incal: Croot - L'empiet della speranza di Zoran Janjetov, Aleiandro Jodorowsky (17 pagine) |                    |                         |

## 1993
| Nr. | Data pubblicazione | Copertina      |
| --- | ------------------ | -------------- |
| 117 | Gennaio 1993       | Ignacio Noé    |
| - Druuna: Carnivora di Paolo Eleuteri Serpieri - L'uomo sotterraneo di Ignacio Noé, Ricardo Barreiro - Prima dell'incal: Croot di Zoran Janjetov, Aleiandro Jodorowsky - Ozono: I tunnel di Cu-Chi di Jos Ortiz, Antonio Segura - Mio Dio di Dave Cockrum, Crusty Bunkers, Marv Wolfman (10 pagine) - Bit generation: Peggy Back di Bruno Brindisi, Livio Oliviero - I racconti del diamante nero: Crypt of blood di Richard Corben, Rich Margopoulos - La confessione di Juan Murrillo di Corrado Mastantuono, Pier Giuseppe Cavalli |                    |                |
| 118 | Febbraio 1993      | Alarico Gattia |
| - Druuna: Carnivora di Paolo Eleuteri Serpieri - Ozono: Il re del vento di Jos Ortiz, Antonio Segura - Briganti di Sandro Scascitelli - Cargo Team: Carrefour di Corrado Mastantuono, Arcangelo Stigliani - Zirk di Brian Bolland, Pedro Henry - Dr. Deth, Kip & Muffy di Larry Hama, Ralph Reese (10 pagine) - Cose dell'altro mondo di Corrado Mastantuono, Delfino Mario - Il viaggiatore di Andreas Martens, Ugolino Cossu - L'uomo sotterraneo di Ignacio Noé, Ricardo Barreiro - Mac Coy: Terrore Apache di Palacios, Jean-Pierre Gourmelen |                    |                |
| 119 | Marzo 1993         | Richard Corben |
| - Le città oscure: Brusel di Francois Schuiten, Benoit Peeters - Todavia di Corrado Mastantuono - Mac Coy: Terrore Apache di Palacios, Jean-Pierre Gourmelen - Ozono: Tornare all'età della pietra di Jos Ortiz, Antonio Segura - Briganti di Sandro Scascitelli - I racconti del diamante nero: Fumetto di sangue di Richard Corben, Rich Margopoulos - Via della pazza folle: Hunter di Andrea Domestici, Lorenzo Bartoli - Inframundus di Corrado Mastantuono, Michele Tetro |                    |                |
| 120 | Aprile 1993        | Richard Corben |
| - Burton & Cyb: Lolita, una ragazza speciale di Jos Ortiz, Antonio Segura - La mia vita un mazzo di violette: Prologo di Bertrand Demey, Jean Pierre Dionnet - Vita specialistica di Corrado Mastantuono - Anastasia Brown: Un ladrocinio di Giancarlo Alessandrini, Roberto Dal Pra - Rivelazioni postume: La visita di Amiens di Francois Riviere, Andreas Martens - Ozono: Trenta giorni per morire di Jos Ortiz, Antonio Segura - Zirk: Le femmine amazzoni all'attacco di Brian Bolland, Pedro Henry - La camera ammobiliata di Corrado Mastantuono, Pedro Henry - Prima dell'incal: Gli anarco-psicotici di Janjetov, Aleiandro Jodorowsky - Jim Cutlass: Mississipi river di Jean Giraud, Jean-Michel Charlier - Le città oscure: Brusel di Francois Schuiten, Benoit Peeters                                  |                    |                |
| 121 | Maggio 1993        | Janjetov       |
| - Le città oscure: Brusel di Francois Schuiten, Benoit Peeters - Ozono: Sorriso triste di Jos Ortiz, Antonio Segura - Zirk: I pericoli di Polezei di Brian Bolland, Pedro Henry - Rivelazioni postume: Amnesia di Francois Riviere, Andreas Martens - Fatti e misfatti a Planet Arium: Ernesto di Giancarlo Alessandrini - Kull il Distruttore: Cavalieri oltre l'aurora (prima parte) di Sal Buscema, Tony Dezuniga, Roy Thomas (17 pagine) - Il boia di Corrado Mastantuono, Gianpaolo Simi - Prima dell'incal: Gli anarco-psicotici di Janjetov, Aleiandro Jodorowsky - Burton & Cyb: I concessionari di Jos Ortiz, Antonio Segura - La mia vita un mazzo di violette: Lieti eventi, giochi di bambini di Bertrand Demey, Jean Pierre Dionnet - Jim Cutlass: Mississipi river di Jean Giraud, Jean-Michel Charlier |                    |                |
| 122 | Giugno 1993        | San Julian     |
| - Le città oscure: Brusel di Francois Schuiten, Benoit Peeters - Kull il distruttore: Oltre il fiume dei morti (seconda parte) di Sal Buscema, Tony Dezuniga, Roy Thomas (16 pagine) - Ozono: che succede il 12 maggio...? di Jos Ortiz, Antonio Segura - Fatti e misfatti a Planet Arium: D.D.T. di Giancarlo Alessandrini - Briganti di Sandro Scascitelli - La nave dei mondi possibili di Corrado Mastantuono, Giandomenico Antonioli - Jim Cutlass: Mississippi River. di Jean Giraud, Jean-Michel Charlier - Cronache galattiche: I nomadi del tempo. di Carlos Meglia, Roberto Regalado - Prima dell'Incal: Gli anarcopsicotici di Zoran Janjetov, Aleiandro Jodorowsky |                    |                |
| 123 | Luglio 1993        | Kidd Thomas    |
| - La mummia di Arturo Del Castillo, Luis Arioli - Lo squash pi sano di Carlos Gimenez - Le città oscure: Brusel di Francois Schuiten, Benoit Peeters - Solo 2 ore di Corrado Mastantuono, Roberto Dal Pra - Il principio dell'amazza-eroi! di Gene Colan, Tony Dezuniga, Donald Mcgregor (23 pagine) - Nurse di Corrado Mastantuono, Fabio Losacco |                    |                |
| 124 | Agosto 1993        | Kidd Thomas    |
| - Un'altra avventura di Alice di Carlos Nine, Carlos Trillo - Rork: La discesa di Andreas Martens - Il killer dei sogn di Corrado Mastantuono, Lucio Fulci - Giugurta il grande antenato di Franz Drappier, Jean-Luc Vernal Laymilie - Elisio Johnson: Punti di vista di Corrado Mastantuono, Roberto De Angelis |                    |                |
| 125 | Settembre 1993     | Kidd Thomas    |
| - Brsel di Francois Schuiten, Benoit Peeters (15 pagine) - Custer a Little Big Horn di Paolo Eleuteri Serpieri (20 pagine) - Ozono: Il sequestro di Jos Ortiz, Antonio Segura (10 pagine) - Rivelazioni postume: La donna di cera del museo Spitzner di Andreas Martens, Francois Riviere (8 pagine) - Brougue di Franz Drappier (46 pagine) |                    |                |
| 126 | Ottobre 1993       | Kidd Thomas    |
| - L'occhio dell'apocalisse di Carlos Gimenez, Roberto Dal Pra - Murale di Corrado Mastantuono, Michele Pellegrini - I racconti del diamante nero:Bagno di sangue di Richard Corben, Rich Margopoulos - L'amore ologramma di Christian Lamquet |                    |                |
| 127 | Novembre 1993      | Kidd Thomas    |
| - Tigre, tigre! di Massimo Rotundo, Ricardo Barreiro - La mia vita un mazzo di violette di Jean Pierre Dionnet - Crepuscolo di Andreas Martens, Frederic Brezian - L'amore ologramma di Christian Lamquet |                    |                |
| 128 | Dicembre 1993      | Kidd Thomas    |
| - Burton & Cyb: Che affare il turismo! di Jos Ortiz, Antonio Segura - Anastasia Brown: Il cannibale di Giancarlo Alessandrini, Roberto Dal Pra - L'amore ologramma: La xenovna di Christian Lamquet - Prima dell'incal: Whisky S.V.P.E. Omeoputtane di Zoran Janjetov, Aleiandro Jodorowsky |                    |                |

## 1994
| Nr. | Data pubblicazione | Copertina     |
| --- | ------------------ | ------------- |
| 129 | Gennaio 1994       | Blas Gallego  |
| - Burton & Cyb: Il virus mentalmusicale di Jos Ortiz, Antonio Segura (8 pagine) - Museum di Fernando De Felipe (8 pagine) - Cronache galattiche di Carlos Meglia, Roberto Regalado (2 pagine) - Il mondo di Arkadi: Il corno rosso di Philippe Cazaumayou Caza (45 pagine) - Ozono: I batteri U di Jos Ortiz, Antonio Segura (12 pagine) - L'amore ologramma di Christian Lamquet (12 pagine) - Differenti di Richard Corben, Bruce Jones (6 pagine)                                                                                                  |                    |               |
| 130 | Febbraio 1994      | Blas Gallego  |
| - Sioban di Grzegorz Rosinski, Jean Dufaux (56 pagine) - Ozono: Salvate le balene di Jos Ortiz, Antonio Segura (12 pagine) - L'amore ologramma: Attrazione-Repulsione-Collisione di Christian Lamquet (8 pagine) - Briganti di Sandro Scascitelli (15 pagine) - Cyb-Killer di Corrado Mastantuono, Marco Caruso (4 pagine) |                    |               |
| 131 | Marzo 1994         | Blas Gallego  |
| - Altor: Gli immortali di Schinkara di Mark Bati, Jean Giraud (56 pagine) - La mia vita un mazzo di violette: Senza odio - Un porcane di troppo di Bertrand Demey, Jean Pierre Dionnet (6 pagine) - Ozono: Il contratto scaduto. di Jos Ortiz, Antonio Segura (10 pagine) - L'amore ologramma: Appuntamento nella tranquillit (sesta parte) di Christian Lamquet (16 pagine) - Rivelazioni postume: Assassinio nella moschea di Francois Riviere, Andreas Martens (16 pagine) - Finestre chiuse di Corrado Mastantuono, Gianfranco Nerozzi (8 pagine) |                    |               |
| 132 | Aprile 1994        | ?             |
| - Cody Starbook di Howard Chaykin - Il seme del sepolcro di Richard Corben - Museum di Fernando De Felipe - Ozono: Spiagge nere di Jos Ortiz, Antonio Segura - Bit Degeneration di Bruno Brindisi, Livio Oliviero - Briganti di Sandro Scascitelli - Moebius di Corrado Mastantuono, M. Favret |                    |               |
| 133 | Maggio 1994        | Kidd Thomas   |
| - Il mondo di Edena: Stel (quarto episodio) di Jean Giraud (73 pagine) |                    |               |
| 134 | Giugno 1994        | Kidd Thomas   |
| - Il vagabondo dei limbi: Il solitario. di Ribera, Christian Godard (46 pagine) - Ghita di Alizarr di Frank Thorne (10 pagine) - Una probabilit su mille di Angel Lito Fernandez (16 pagine) - Il planetoide di Richard Corben (8 pagine) |                    |               |
| 135 | Luglio 1994        | ?             |
| - Rork: Ritorno di Andreas Martens - Museum di Fernando De Felipe - Fuochi d'artificio di Richard Corben, Rich Margopoulos - Ghita di Alizarr di Frank Thorne - Le orde dell'incubo di Corrado Mastantuono, Marcello De Angelis |                    |               |
| 136 | Agosto 1994        | Brian Bolland |
| - Il mondo di Arkadi di Philippe Cazaumayou Caza - Inseparabili di E. Balcarce - Collateral damage di Corrado Mastantuono, Renato Pestriniero - Colby: Il sole morto due volte di Michel Blanc-Dumont, Michel Regnier |                    |               |
| 137 | Settembre 1994     | ?             |
| - Brogue: Renarde di Franz Drappier - Peter Kock: I giochi di Ligidoa di Ricardo Barreiro, Francisco Solano López - Ghita di Alizarr di Frank Thorne - La vendetta di Corrado Mastantuono, Gaetano Mistretta |                    |               |
| 138 | Ottobre 1994       | ?             |
| - Sulla strada di Jean Giraud - Gordon, Gilda e Palcka: Ritorno alla terra di Cinzia Leone - Museum di Fernando De Felipe - Lo scultore della nebbia di Francois Schuiten - Gatto di Andreas Martens, Goffaux - Ghita di Alizarr di Frank Thorne - Peter Kock: Vita e opere di Acriz nel villaggio di Lem di Ricardo Barreiro, Francisco Solano López - Sexmarket LTD di Corrado Mastantuono, Paolo Di Maio |                    |               |
| 139 | Novembre 1994      | Jean Giraud   |
| - Sulla stella: Riparazioni, un viaggio Citroen di Jean Giraud - Ghita di Alizarr di Frank Thorne - Briganti di Sandro Scascitelli - Ministero di Francisco Solano López, Ricardo Barreiro - Passi di Corrado Mastantuono, Paolo Di Maio - Sulla stella: Riparazioni, un viaggio Citroen di Jean Giraud - Ghita di Alizarr di Frank Thorne - Briganti di Sandro Scascitelli - Ministero di Francisco Solano López, Ricardo Barreiro - Passi di Corrado Mastantuono, Paolo Di Maio                                                                     |                    |               |
| 140 | Dicembre 1994      | ?             |
| - La fine di Donneman di Richard Corben, Jan Strnad - Vedere Napoli di Jean Giraud - Museum di Fernando De Felipe - Cliff Burton: Catman di Michel Durand, Rodolphe Jacquette Rodolphe - Ministero di Francisco Solano López, Ricardo Barreiro - Ali di Corrado Mastantuono, Laura Selvaggi |                    |               |

## 1995
| Nr. | Data pubblicazione | Copertina               |
| --- | ------------------ | ----------------------- |
| 141 | Gennaio 1995       | Jean Giraud             |
| - La torre di Jean Giraud - Luci d'anime di Annie Goetzinger - Ghita di Alizarr di Frank Thorne - Nostra signora ultima di Corrado Mastantuono, Gianni Tessera |                    |                         |
| 142 | Febbraio 1995      | Jean Giraud             |
| - Cliff Burton: Purosangue di Michel Durand, Rodolphe Jacquette Rodolphe - Ghita di Alizarr di Frank Thorne - Peter Kock di Ricardo Barreiro, Francisco Solano López |                    |                         |
| 143 | Marzo 1995         | Frank Miller            |
| - Finkel di Christian Martinez, Didier Conrad (46 pagine) - Sin City: Il cliente ha sempre ragione di Frank Miller (3 pagine) - Ghita di Alizarr di Frank Thorne (8 pagine) - Ministero di Francisco Solano López, Ricardo Barreiro (24 pagine) - Inenarrabile di Corrado Mastantuono, Silvano Barbesti |                    |                         |
| 144 | Aprile 1995        | Frank Miller            |
| 145 | Maggio 1995        | Frank Miller            |
| - Takuan: La voce dell'orso di Taduc, Serge Le Tendre (46 pagine) - I mille maghi di Urd di Frank Thorne (10 pagine) - Sin City di Frank Miller (24 pagine) |                    |                         |
| 146 | Giugno 1995        | ?                       |
| 147 | Luglio 1995        | Jean Giraud             |
| 148 | Agosto 1995        | Andreas Martens         |
| - Cyrrus di Andreas Martens (44 pagine) - Mil di Andreas Martens (48 pagine) |                    |                         |
| 149 | Settembre 1995     | Mark Bati               |
| - Altor: I signori della forza di Mark Bati (48 pagine) |                    |                         |
| 150 | Ottobre 1995       | Giancarlo Alessandrini  |
| - Martin Mystere e il vagone della commedia di Giancarlo Alessandrini, Alfredo Castelli (8 pagine) - Martin Mystere e il vagone fantascientifico di Gino Vercelli, Alfredo Castelli (8 pagine) - Martin Mystere e il vagone di "omicidi sull'Orient Express" di Rodolfo Torti, Alfredo Castelli (8 pagine) - Martin Mystere e il vagone dei disegni animati di Giorgio Cavazzano, Alfredo Castelli (8 pagine) - Martin Mystere e il vagone dell'amore di Lucia Arduini, Alfredo Castelli (8 pagine) - Martin Mystere e l'ultimo vagone di Lucio Filippucci, Alfredo Castelli (8 pagine) |                    |                         |
| 151 | Novembre 1995      | Paolo Eleuteri Serpieri |
| - Carnivora di Paolo Eleuteri Serpieri (58 pagine) |                    |                         |
| 152 | Dicembre 1995      | Giancarlo Alessandrini  |
| - Invasione elettronica di Giampiero Casertano, Alfredo Castelli (8 pagine) - Miniere e lattine di Lucio Filippucci, Alfredo Castelli (16 pagine) - Il viaggiatore del tempo di Lucio Filippucci, Alfredo Castelli (13 pagine) |                    |                         |

## 1996
| Nr. | Data pubblicazione | Copertina           |
| --- | ------------------ | ------------------- |
| 153 | Gennaio 1996       | Hermann Huppen      |
| - Sigurd di Hermann Huppen (45 pagine)                                                                                 |                    |                     |
| 154 | Febbraio 1996      | Hermann Huppen      |
| - William di Hermann Huppen (44 pagine)                                                                                |                    |                     |
| 155 | Marzo 1996         | Grzegorz Rosinski   |
| - Thorgal:La corona d'Ogotai di Grzegorz Rosinski, Jean Van Hamme (46 pagine)                                          |                    |                     |
| 156 | Aprile 1996        | Hermann Huppen      |
| - Il Selgiuchida di Hermann Huppen (45 pagine)                                                                         |                    |                     |
| 157 | Maggio 1996        | Andrea Cascioli     |
| - Nathan Never - Terra di Andrea Cascioli, Bepi Vigna (46 pagine)                                                      |                    |                     |
| 158 | Giugno 1996        | Kas                 |
| - Hans: Il volto del mostro di Kas, Grzegorz Rosinski, Andre-Paul Duchateau (46 pagine)                                |                    |                     |
| 159 | Luglio 1996        | Corrado Mastantuono |
| - Le avventure di Yellow Kid: Operazione Gutemberg di Corrado Mastantuono, Rinaldo Traini, Lorenzo Bartoli (46 pagine) |                    |                     |
| 160 | Settembre 1996     | Jean-Pierre Gibrat  |
| - Pinocchia di Jean-Pierre Gibrat (48 pagine)                                                                          |                    |                     |
| 161 | Ottobre 1996       | Jean Giraud         |
| - Mister Blueberry di Jean Giraud, Jean-Michel Charlier (46 pagine)                                                    |                    |                     |
| 162 | Novembre 1996      | Michel Rouge        |
| - Comanche: Il circo della vendetta di Michel Rouge, Michel Regnier (46 pagine)                                        |                    |                     |
| 163 | Dicembre 1996      | Palacios            |
| - Mac Coy: Il fantasma dell spagnolo di Palacios, Jean-Pierre Gourmelen (46 pagine)                                    |                    |                     |

## 1997
| Nr. | Data pubblicazione | Copertina                |
| --- | ------------------ | ------------------------ |
| 164 | Gennaio 1997       | Palacios                 |
| - Mac Coy: La lettera di Hualco di Palacios, Jean-Pierre Gourmelen (47 pagine) |                    |                          |
| 165 | Febbraio 1997      | Grzegorz Rosinski        |
| - Thorgal: Giganti di Grzegorz Rosinski, Jean Van Hamme (46 pagine) |                    |                          |
| 166 | Marzo 1997         | William Vance            |
| - Marshall Blueberry - Missione Sherman di William Vance, Jean Giraud (44 pagine) |                    |                          |
| 167 | Aprile 1997        | Colin Wilson             |
| - Tre uomini per Atlanta di Colin Wilson, Franois Corteggiani (46 pagine) |                    |                          |
| 168 | Maggio 1997        | Luiz Eduardo de Oliveira |
| - Wild Bill di Luiz Eduardo de Oliveira, Rodolphe Jacquette Rodolphe (46 pagine) - Wild Bill di Rodolphe Jacquette Rodolphe |                    |                          |
| 169 | Giugno 1997        | Colin Wilson             |
| - Il prezzo del sangue di Colin Wilson, Franois Corteggiani (46 pagine) |                    |                          |
| 170 | Luglio 1997        | Laurent Theureau         |
| - Ottobre 1919 di Laurent Theureau (2 pagine) - Ottobre 1926 di Laurent Theureau (8 pagine) - Novembre 1928 di Laurent Theureau (2 pagine) - Settembre 1942. Bullit Joe di Laurent Theureau (20 pagine) - Giugno 1957 di Laurent Theureau (2 pagine) - Luglio 1965. Florida Shuffle '65 di Laurent Theureau (15 pagine) - Marzo 1998 di Laurent Theureau (2 pagine) - Ottobre 2017 di Laurent Theureau (19 pagine) |                    |                          |
| 171 | Agosto 1997        | Francois Schuiten        |
| - La bambina inclinata di Francois Schuiten, Benoit Peeters (126 pagine) |                    |                          |
| 172 | Ottobre 1997       | ?                        |
| - Utopia (46 pagine) |                    |                          |
| 173 | Novembre 1997      | Palacios                 |
| - Il deserto della follia di Palacios, Jean-Pierre Gourmelen (46 pagine) |                    |                          |

## 1998
| Nr. | Data pubblicazione    | Copertina                |
| --- | --------------------- | ------------------------ |
| 174 | Gennaio/Febbraio 1998 | Palacios                 |
| - Mescaleros station di Palacios, Jean-Pierre Gourmelen (46 pagine) |                       |                          |
| 175 | Marzo 1998            | Jean Giraud              |
| - Ombre su Tombstone di Jean Giraud, Jean-Michel Charlier (46 pagine) |                       |                          |
| 176 | Aprile 1998           | Grzegorz Rosinski        |
| - Thorgal: La Gabbia di Grzegorz Rosinski, Jean Van Hamme (46 pagine) |                       |                          |
| 177 | Maggio 1998           | Palacios                 |
| - pattuglia lontana di Palacios, Jean-Pierre Gourmelen (47 pagine) |                       |                          |
| 178 | Giugno 1998           | Michel Rouge             |
| - Le belve di Michel Rouge, Michel Regnier (46 pagine) |                       |                          |
| 179 | Luglio 1998           | Jean Giraud              |
| - Il segreto di Blueberry di Jean Giraud, Jean-Michel Charlier (15 pagine) - Il ponte di Chattanooga di Jean Giraud, Jean-Michel Charlier (16 pagine) - 3000 mustangs di Jean Giraud, Jean-Michel Charlier (15 pagine)   |                       |                          |
| 180 | Settembre 1998        | Jean Giraud              |
| - Caccia all'uomo II di Jean Giraud, Jean-Michel Charlier (16 pagine) - Doppio gioco di Jean Giraud, Jean-Michel Charlier (16 pagine) - Tuoni sulla sierra di Jean Giraud, Jean-Michel Charlier (14 pagine)              |                       |                          |
| 181 | Ottobre 1998          | Jean Giraud              |
| - Cavalcata verso la morte di Jean Giraud, Jean-Michel Charlier (16 pagine) - Caccia all'uomo di Jean Giraud, Jean-Michel Charlier (16 pagine) - Private m.s. Blueberry di Jean Giraud, Jean-Michel Charlier (16 pagine) |                       |                          |
| 182 | Novembre 1998         | Michel Rouge             |
| - I cavalieri del Rio Perdido di Michel Rouge, Michel Regnier (46 pagine) |                       |                          |
| 183 | Dicembre 1998         | Luiz Eduardo de Oliveira |
| - La valle della paura di Luiz Eduardo de Oliveira, Rodolphe Jacquette Rodolphe (46 pagine) |                       |                          |

## 1999
| Nr.                                                                                        | Data pubblicazione | Copertina                |
| ------------------------------------------------------------------------------------------ | ------------------ | ------------------------ |
| 184                                                                                        | Gennaio 1999       | Michel Blanc-Dumont      |
| - La soluzione Pinkerton di Michel Blanc-Dumont, Franois Corteggiani (46 pagine)           |                    |                          |
| 185                                                                                        | Febbraio 1999      | Luiz Eduardo de Oliveira |
| - Il paese senza sole di Luiz Eduardo de Oliveira, Rodolphe Jacquette Rodolphe (46 pagine) |                    |                          |
| 186                                                                                        | Marzo 1999         | Michel Blanc-Dumont      |
| - Altitudine meno trenta di Michel Blanc-Dumont (46 pagine)                                |                    |                          |
| 187                                                                                        | Aprile 1999        | Grzegorz Rosinski        |
| - Madame Gerfaut di Grzegorz Rosinski, Jean Dufaux (52 pagine)                             |                    |                          |
| 188                                                                                        | Maggio 1999        | Grzegorz Rosinski        |
| - Kyle of Klanach di Grzegorz Rosinski, Jean Dufaux (54 pagine)                            |                    |                          |
| 189                                                                                        | Giugno 1999        | Michel Blanc-Dumont      |
| - Bombardiere per il Messico di Michel Blanc-Dumont (46 pagine)                            |                    |                          |
| 190                                                                                        | Luglio 1999        | Palacios                 |
| - Sulla pista di miss Kate di Palacios, Jean-Pierre Gourmelen (47 pagine)                  |                    |                          |
| 191                                                                                        | Settembre 1999     | Yves Swolf               |
| - L'Oro di Duncan di Yves Swolf (46 pagine)                                                |                    |                          |
| 192                                                                                        | Ottobre 1999       | Yves Swolf               |
| - La preda degli sciacalli di Yves Swolf (46 pagine)                                       |                    |                          |
| 193                                                                                        | Novembre 1999      | Yves Swolf               |
| - Colorado di Yves Swolf (46 pagine)                                                       |                    |                          |
| 194                                                                                        | Dicembre 1999      | Yves Swolf               |
| - L'ereditiera di Yves Swolf (46 pagine)                                                   |                    |                          |

## 2000
| Nr.                                                                             | Data pubblicazione | Copertina         |
| ------------------------------------------------------------------------------- | ------------------ | ----------------- |
| 195                                                                             | Aprile 2000        | Yves Swolf        |
| - Senza pietà di Yves Swolf (46 pagine)                                         |                    |                   |
| 196                                                                             | Maggio 2000        | William Vance     |
| - Su ordine di Washington di William Vance, Jean Giraud (44 pagine)             |                    |                   |
| 197                                                                             | Giugno 2000        | William Vance     |
| - Missione Sherman di William Vance, Jean Giraud, Thierry Smolderen (44 pagine) |                    |                   |
| 198                                                                             | Luglio 2000        | Michel Rouge      |
| - La frontiera insanguinata di Michel Rouge, Jean Giraud (46 pagine)            |                    |                   |
| 199                                                                             | Agosto 2000        | Grzegorz Rosinski |
| - Thorgal: Arachna di Grzegorz Rosinski, Jean Van Hamme (46 pagine)             |                    |                   |
| 200                                                                             | Settembre 2000     | Grzegorz Rosinski |
| - Thorgal: Il Morbo Blu di Grzegorz Rosinski, Jean Van Hamme (46 pagine)        |                    |                   |